# Vayakhel

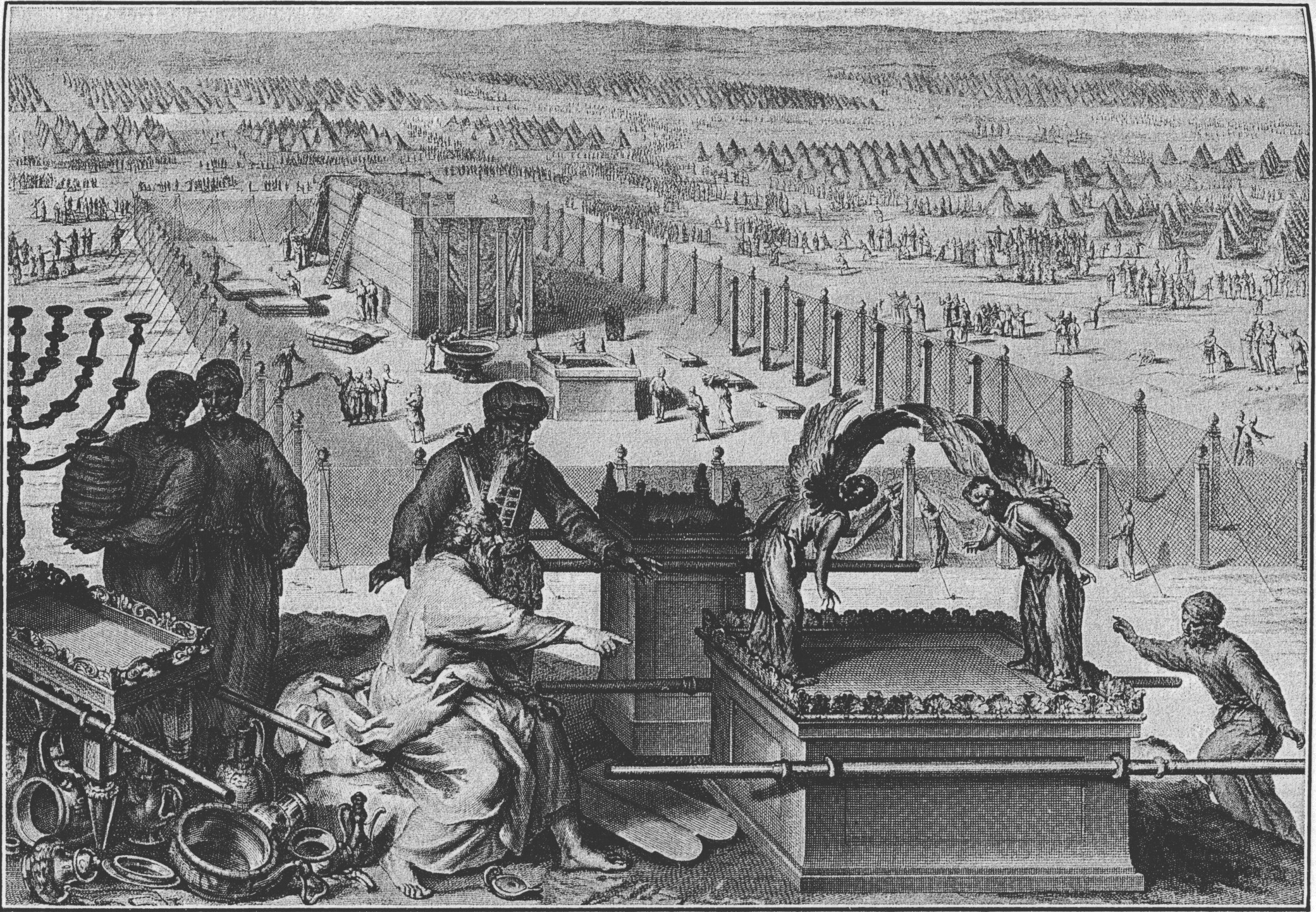
La construcción del Tabernáculo y los vasos sagrados (ilustración de las Figuras de la Biblia de 1728)

Vayakhel, Wayyaqhel, VaYakhel, Va-Yakhel, Vayak'hel, Vayak'heil, o Vayaqhel (וַיַּקְהֵל—en hebreo para «y él reunió», la primera palabra en la parashá) es la vigésimo segunda Parashá de la semana (פָּרָשָׁה, parashá) en la Parashá de la semana y la décima del Libro del Éxodo. La parashá habla de la construcción del Tabernáculo y sus vasos sagrados. Consta de Éxodo 35:1-38:20. La parashá consta de 6181 letras en hebreo, 1558 palabras en hebreo, 122 versículos y 211 líneas en un rollo de la Torá (סֵפֶר תּוֹרָה, Sefer Torah).
Los judíos rabínicos la leen el 22º Shabat después de Simjat Torá, generalmente en marzo o, rara vez, a finales de febrero. El calendario hebreo lunisolar contiene hasta 55 semanas, el número exacto varía entre 50 en años comunes y 54 o 55 en años bisiestos. En los años bisiestos (por ejemplo, 2024 y 2027), la Parashat Vayakhel se lee por separado. En los años comunes (por ejemplo, 2023 y 2026), la Parashat Vayakhel suele combinarse con la siguiente parashá, Pekudei, para ayudar a alcanzar el número de lecturas semanales necesarias (aunque en algunos años no bisiestos, como 2025, no se combinan).

## Lecturas
En la lectura tradicional de la Torá del sábado, la parashá se divide en siete lecturas, o עליות, «aliyot».

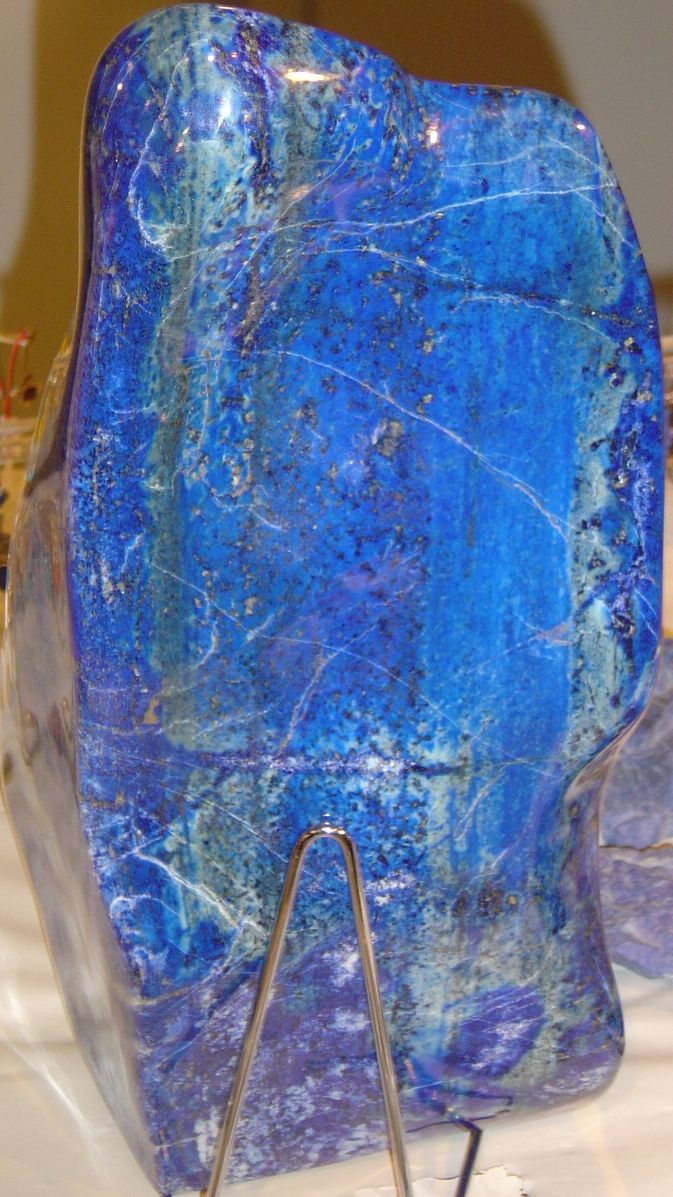
Lapislázuli

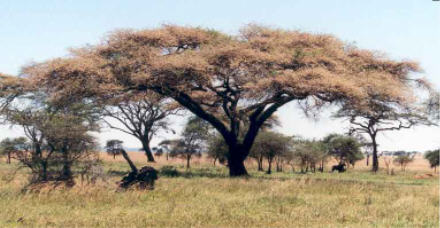
Acacia

### Primera lectura: Éxodo 35:1-20
En la primera lectura (עליה, aliyah), Moisés convocó a los israelitas para construir el Tabernáculo. Moisés comenzó recordándoles el mandamiento de Dios de guardar el sábado de descanso completo. Ref. Éxodo 35:1–3. Luego Moisés les dijo que recogieran regalos de materiales de aquellos cuyo corazón los conmoviera: regalos de oro, plata, cobre, hilos de colores, lino fino, pelo de cabra, pelo de cabra, pieles de carnero curtidas, madera de acacia, aceite de oliva, especias, lapislázuli y otras piedras. Moisés invitó a todos los que tenían habilidades para hacer el Tabernáculo, sus muebles y las vestiduras de los sacerdotes.

### Segunda lectura: Éxodo 35:21–29
En la segunda lectura (עליה, aliyah), los israelitas trajeron los regalos que Moisés pidió. 

### Tercera lectura: Éxodo 35:30–36:7
En la tercera lectura (עליה, aliyah), Moisés anunció que Dios había elegido a Bezalel y Oholiab para dotarles de las habilidades necesarias para construir el Tabernáculo. Y Moisés los llamó a ellos y a todas las personas hábiles para emprender la tarea.  Los israelitas trajeron más de lo necesario, por lo que Moisés proclamó el fin de la colecta.

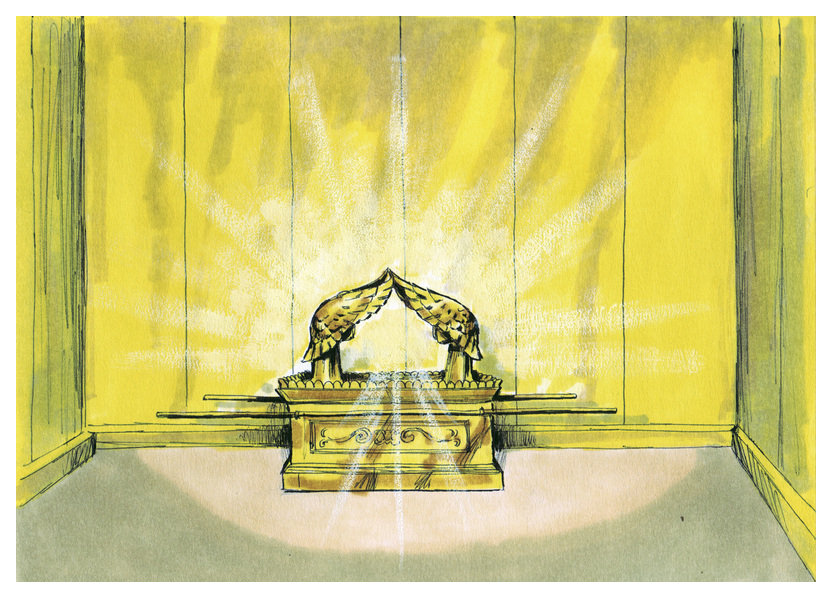
El arca en el tabernáculo (ilustración de 1984 de Jim Padgett, cortesía de Distant Shores Media/Sweet Publishing)

### Cuarta lectura: Éxodo 36:8-19
En la cuarta lectura (עליה, aliyah), los trabajadores cualificados confeccionaron las cortinas, los lazos, los broches y los revestimientos del Tabernáculo.

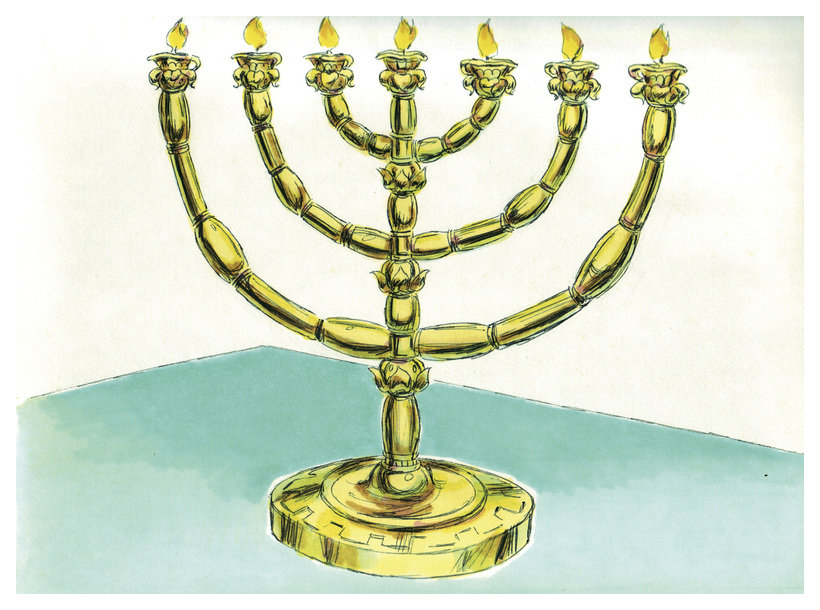
La Menorá (ilustración de 1984 de Jim Padgett, cortesía de Distant Shores Media/Sweet Publishing)

### Quinta lectura: Éxodo 36:20-37:16
En la larga quinta lectura (en hebreo, «aliyah»), hicieron las tablas del Tabernáculo, revestidas de oro y pulidas, cada una con 2 espigas, y sus 2 zócalos de plata, barras de madera de acacia recubiertas de oro, anillos de oro, velo de la cubierta, 4 pilares de madera de acacia recubiertos de oro, pantalla para la puerta sostenida por 5 pilares revestidos de oro, y zócalos de latón. Bezalel hizo el arca, la cubierta y 7 lámparas de aceite doradas colocadas contra el candelabro dorado que cubre parcialmente la mesa.

### Sexta lectura: Éxodo 37:17-29
En la sexta lectura (עליה, aliyah), Bezalel hizo la menorá del templo y el altar del incienso.

### Séptima lectura: Éxodo 38:1-20
En la séptima lectura (עליה, aliyah), Bezalel hizo el altar para los sacrificios, la fuente y el recinto para el Tabernáculo.

### Lecturas según el ciclo trienal
Los judíos que leen la Torá según el ciclo trienal de lectura de la Torá pueden leer la parashá según un horario diferente.

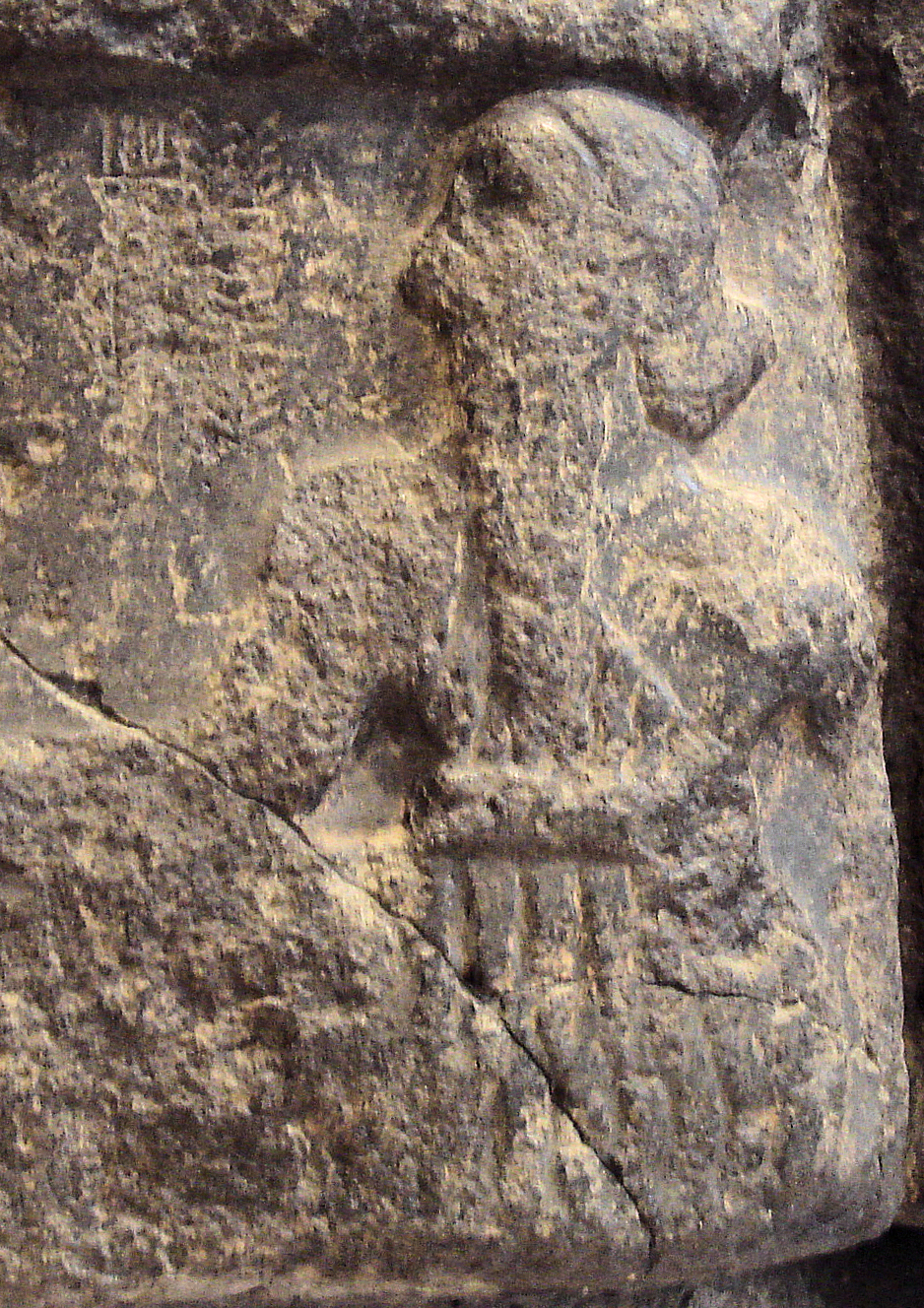
Sargón

## En paralelos antiguos
La parashá tiene paralelos en estas fuentes antiguas:

### Éxodo, capítulo 35
Al observar que Sargón de Akkad fue el primero en utilizar una semana de siete días, el profesor Gregory S. Aldrete de la Universidad de Wisconsin-Green Bay especuló que los israelitas podrían haber adoptado la idea del Imperio acadio.

## Interpretación bíblica interna
La parashá tiene paralelismos o se discute en estas fuentes bíblicas:

### Éxodo, capítulos 25-39
Este es el patrón de instrucción y construcción del Tabernáculo y sus muebles:

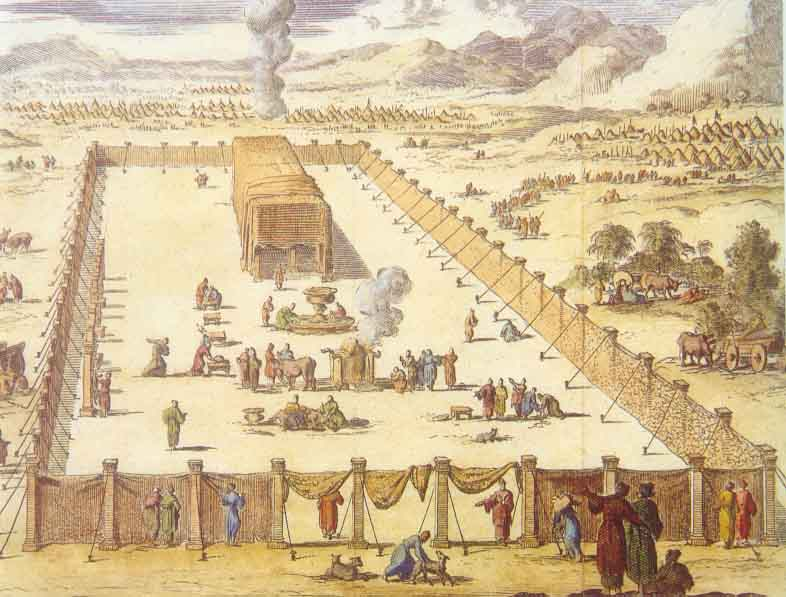
El Tabernáculo

| Ítem                    | Instrucción | Instrucción    | Construcción | Construcción      |
| Ítem                    | Orden       | Versículo      | Orden        | Versículos        |
| ----------------------- | ----------- | -------------- | ------------ | ----------------- |
| El Sabbath              | 16          | Éxodo 31:12–17 | 1            | Éxodo 35:1–3      |
| Contribución            | 1           | Éxodo 25:1–9   | 2            | Éxodo 35:4–29     |
| Artesanos               | 15          | Éxodo 31:1–11  | 3            | Éxodo 35:30–36:7  |
| Tabernáculo             | 5           | Éxodo 26:1–37  | 4            | Éxodo 36:8–38     |
| Arca                    | 2           | Éxodo 25:10–22 | 5            | Éxodo 37:1–9      |
| Altar                   | 3           | Éxodo 25:23–30 | 6            | Éxodo 37:10–16    |
| Menorá                  | 4           | Éxodo 25:31–40 | 7            | Éxodo 37:17–24    |
| Altar del incienso      | 11          | Éxodo 30:1–10  | 8            | Éxodo 37:25–28    |
| Aceite de unción        | 13          | Éxodo 30:22–33 | 9            | Éxodo 37:29       |
| Incienso                | 14          | Éxodo 30:34–38 | 10           | Éxodo 37:29       |
| Altar del sacrificio    | 6           | Éxodo 27:1–8   | 11           | Éxodo 38:1–7      |
| Lavabo                  | 12          | Éxodo 30:17–21 | 12           | Éxodo 38:8        |
| Patio del Tabernáculo   | 7           | Éxodo 27:9–19  | 13           | Éxodo 38:9–20     |
| Vestiduras sacerdotales | 9           | Éxodo 28:1–43  | 14           | Éxodo 39:1–31     |
| Ritual de Ordenación    | 10          | Éxodo 29:1–46  | 15           | Levítico 8:1–9:24 |
| Lámparas                | 8           | Éxodo 27:20–21 | 16           | Números 8:1–4     |

### Éxodo, capítulo 35
Éxodo 35:1 comienza: «Y Moisés reunió» (וַיַּקְהֵל מֹשֶׁה, wayyaqhēl Moše), en un eco de Éxodo 32:1, que dice: «el pueblo se reunió» (וַיִּקָּהֵל הָעָם, «vayyiqāhēl hāʿām»).

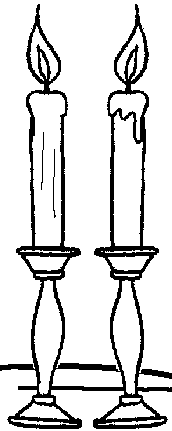
Velas de Shabat

#### El Shabat
Éxodo 35:1-3 se refiere al sabbat. Éxodo 35:3 prohíbe encender fuego en sabbat. Números 15:32-33 relata que cuando los israelitas se encontraron con un hombre que recogía madera en sabbat, aparentemente con la intención de alimentar un fuego, lo llevaron ante Moisés, Aarón, y la comunidad y lo pusieron bajo custodia, «porque no se había declarado qué se le debía hacer».  Para aclarar cualquier duda sobre si el hombre había violado la ley y qué castigo debía imponérsele, Dios le dijo a Moisés que toda la comunidad debía apedrearlo fuera del campamento, lo cual hicieron.
Los comentaristas señalan que la Biblia en hebreo repite el mandamiento de observar el sábado 12 veces. Ref. «The Sabbath Anthology». Editado por Abraham E. Millgram, página 203. Filadelfia: The Jewish Publication Society, 1944; reimpreso en 2018.
Génesis 2:1-3 relata que en el séptimo día de la Creación, Dios terminó su obra, descansó, bendijo y santificó el séptimo día.
La observancia del sábado es uno de los Diez Mandamientos. Éxodo 20:8-11 ordena que uno recuerde el día de reposo, lo santifique y no haga ningún tipo de trabajo ni haga trabajar a nadie bajo su control, porque en seis días Dios hizo el cielo y la tierra y descansó en el séptimo día, bendijo el sábado y lo santificó. Deuteronomio 5:12-15 ordena que se observe el día de reposo, que se santifique y que no se haga ningún tipo de trabajo ni se haga trabajar a nadie bajo el control de uno, para que los subordinados también puedan descansar, y recuerda que los israelitas eran siervos en la tierra de Egipto, y Dios los sacó con mano poderosa y brazo extendido.
En el incidente del maná (מָן, «maná») en Éxodo 16:22-30, Moisés dijo a los israelitas que el sábado es un día solemne de descanso; antes del sábado se debe cocinar lo que se va a cocinar y guardar comida para el sábado. Y Dios le dijo a Moisés que nadie saliera de su lugar el séptimo día.
En Éxodo 31:12-17, justo antes de entregarle a Moisés las segundas Tablas de la Ley, Dios ordenó que los israelitas guardaran y observaran el sábado a lo largo de sus generaciones, como una señal entre Dios y los hijos de Israel para siempre, porque en seis días Dios hizo el cielo y la tierra, y en el séptimo día Dios descansó.
En Éxodo 35:1-3, justo antes de dar las instrucciones para el Tabernáculo, Moisés volvió a decir a los israelitas que nadie debía trabajar en sábado, especificando que no se debía encender fuego en sábado.
En Levítico 23:1-3, Dios le dijo a Moisés que repitiera el mandamiento del sábado al pueblo, llamando al sábado una santa convocación.
El profeta Isaías enseñó en Isaías 1:12-13 que la iniquidad es incompatible con el sábado. En Isaías 58:13-14, el profeta enseñó que si la gente deja de dedicarse a los negocios o de hablar de ellos en sábado y llama al sábado un deleite, entonces Dios los hará cabalgar sobre las alturas de la tierra y los alimentará con la herencia de Jacob. Y en Isaías 66:23, el profeta enseñó que en tiempos venideros, de un sábado a otro, todas las personas vendrán a adorar a Dios.
El profeta Jeremías enseñó en Jeremías 17:19-27 que el destino de Jerusalén dependía de si la gente se abstenía de trabajar en sábado, absteniéndose de llevar cargas fuera de sus casas y a través de las puertas de la ciudad.
El profeta Ezequiel contó en el Ezequiel 20:10-22 cómo Dios dio a los israelitas los sábados de Dios, para que fueran una señal entre Dios y ellos, pero los israelitas se rebelaron contra Dios profanando los sábados, provocando que Dios derramara su furia sobre ellos, pero Dios detuvo su mano.

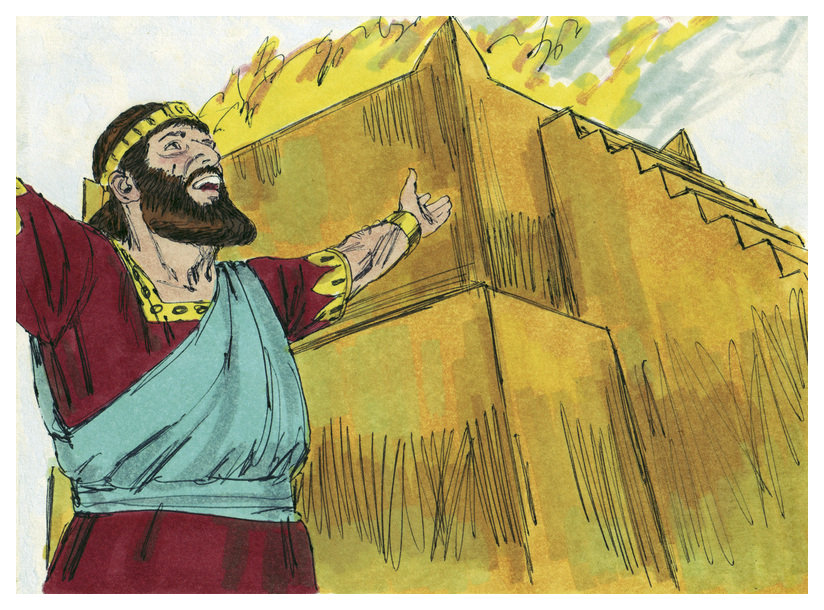
Salomón ofreció sacrificios en el altar que construyó Bezalel. (Ilustración de 1984 de Jim Padgett, cortesía de Distant Shores Media/Sweet Publishing)

En Nehemías 13:15-22, Nehemías contó cómo vio a algunos pisando los lagares en sábado, y a otros trayendo todo tipo de cargas a Jerusalén en sábado, así que cuando empezó a oscurecer antes del sábado, ordenó que las puertas de la ciudad se cerraran y no se abrieran hasta después del sábado, y ordenó a los levitas que mantuvieran las puertas para santificar el sábado.

### Éxodo, capítulo 38
En 2 Crónicas 1:5-6 se informa de que el altar de bronce, que según Éxodo 38:1-2 hizo Bezalel, todavía estaba delante del Tabernáculo en tiempos de Salomón, y Salomón sacrificó mil holocaustos en él.
Éxodo 38:8 informa que Bezalel hizo la fuente de bronce y su base con «los espejos de las mujeres que servían en la puerta de la tienda de reunión». 1 Samuel 2:22 informa que los hijos de Elí «se acostaban con las mujeres que servían en la puerta de la tienda de reunión».

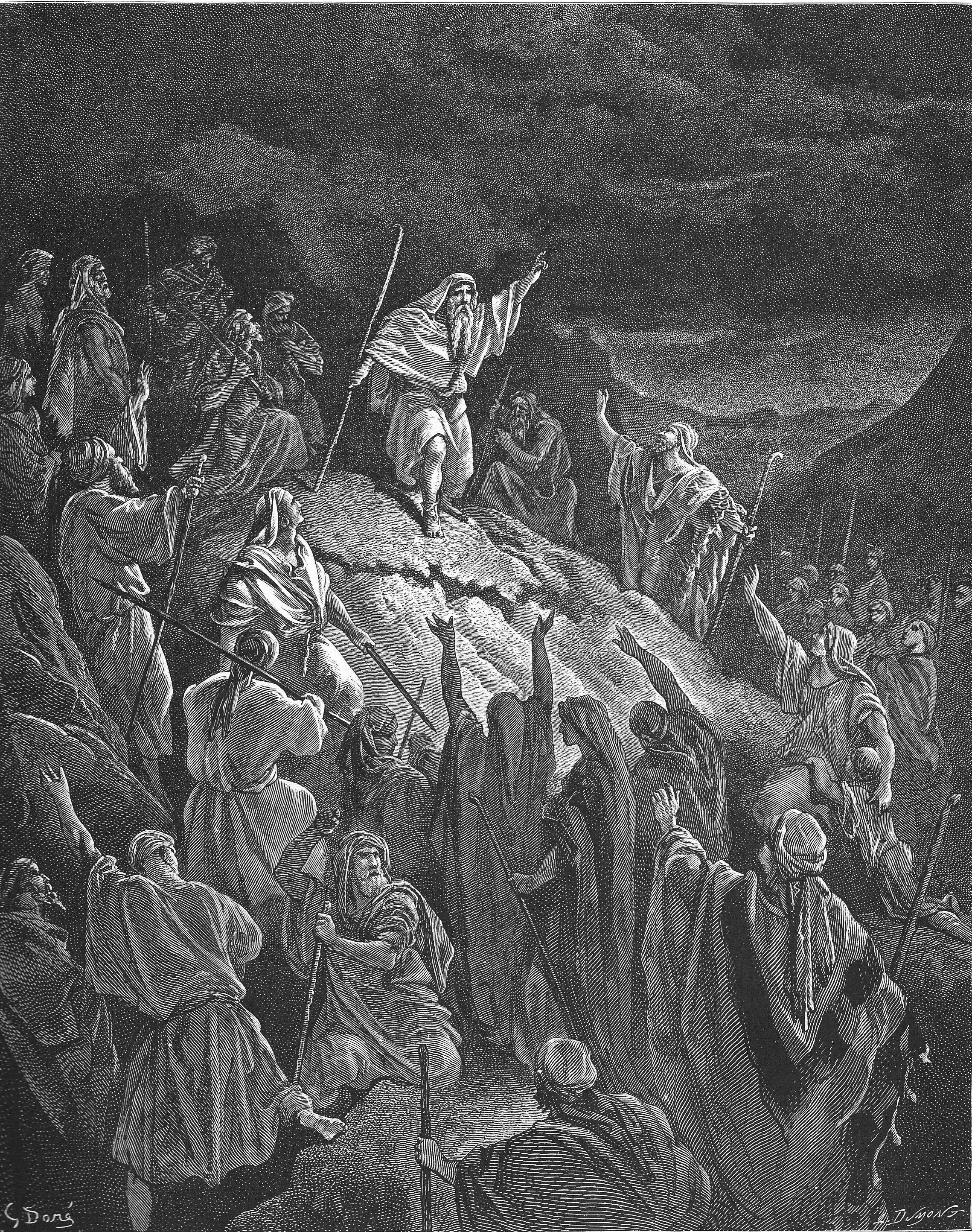
Mattathias apelando a los refugiados judíos (ilustración de Gustave Doré de La Sainte Bible de 1866)

## En la interpretación no rabínica temprana
La parashá tiene paralelismos o se discute en estas fuentes no rabínicas tempranas:

### Éxodo, capítulo 35
1 Macabeos cuenta una historia relacionada con el sábado. Los versículos 2:27-38 cuentan cómo, en el siglo II a. C., muchos seguidores del piadoso sacerdote judío Matatías se rebelaron contra el emperador seléucida Antíoco IV Epífanes. Antíoco; los soldados atacaron a un grupo de ellos en sábado, y cuando los piadosos no se defendieron para honrar el sábado (mandado, entre otros lugares, en Éxodo 35:1-3), mil murieron. En el libro de los Hechos 2:39-41 se relata que cuando Matatías y sus amigos se enteraron, razonaron que si no luchaban en sábado, pronto serían destruidos. Decidieron que lucharían contra cualquiera que los atacara en sábado.
Josefo escribió que cuando los israelitas reunieron los materiales con gran diligencia, Moisés puso arquitectos al frente de las obras por mandato de Dios. Y estas fueron las mismas personas que el pueblo mismo habría elegido, si se les hubiera permitido la elección: Bezalel, hijo de Uri, de la tribu de Judá, nieto de Miriam, la hermana de Moisés; y Oholiab, hijo de Ahisamach, de la tribu de Dan.

## Interpretación rabínica clásica

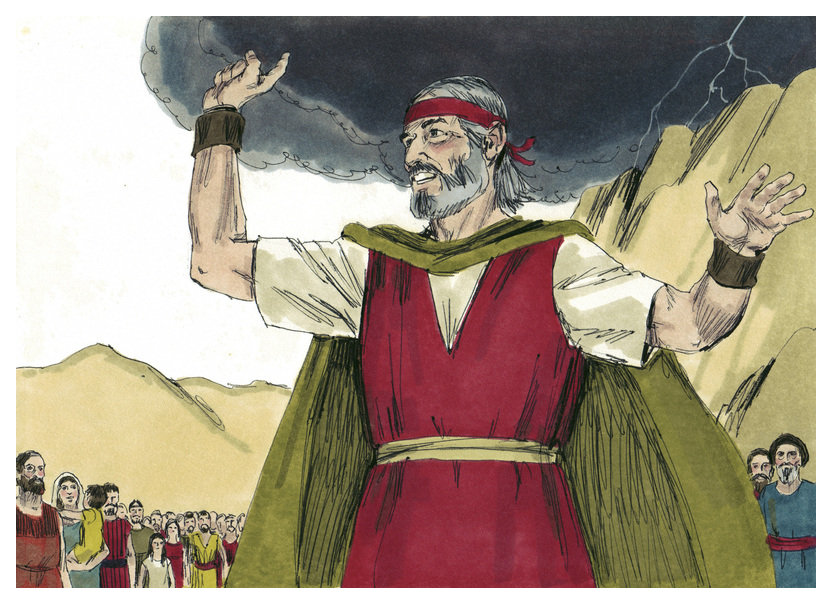
Después de 40 días y 40 noches en el monte Sinaí, Moisés se dirigió al pueblo. (Ilustración de 1984 de Jim Padgett, cortesía de Distant Shores Media/Sweet Publishing)

La parashá se analiza en estas fuentes rabínicas de la época de la Mishná y el Talmud:

### Éxodo, capítulo 35
El Seder Olam Rabbah enseñaba que Moisés descendió del Monte Sinaí el 10 de Tishrei—Yom Kippur —y anunció que Dios había mostrado a los israelitas el placer de Dios, como dice Éxodo 34:9: «Perdonarás nuestros crímenes y pecados y nos dejarás heredar», y después de eso, todos los israelitas se presentaron en la asamblea que Moisés convocó en Éxodo 35:1, y Moisés les ordenó construir el Tabernáculo.
La Mekhilta de Rabí Ishmael enseñaba que Éxodo 35:1-3 establece las leyes de la observancia del sábado porque en Éxodo 25:8 Dios ordenó: «Y que me hagan un santuario», y se podría haber entendido que podían construir el santuario tanto en días laborables como en sábado. La «Mekhilta» enseñaba que la instrucción de Dios en Éxodo 25:8 de «hacerme un santuario» se aplicaba a todos los días excepto el sábado. La «Mekhilta» postulaba que se podría argumentar que, dado que el servicio del Templo se lleva a cabo incluso en sábado, entonces tal vez la preparación para el servicio, sin la cual los sacerdotes no podrían realizarlo, podría ocurrir incluso en sábado. Se podría concluir que si el cuerno del altar se rompiera o un cuchillo se estropeara, se podrían reparar en sábado. Sin embargo, Éxodo 35:1-3 enseña que incluso ese tipo de trabajo debe realizarse solo entre semana, y no en sábado.
Yehudah Hanasí enseñó que las palabras «Estas son las palabras» en Éxodo 35:1 se referían a las 39 Melakhot que Dios enseñó a Moisés en el monte Sinaí. Del mismo modo, Hanina bar Hama dijo que los trabajos prohibidos en el sábado en Éxodo 35:2 corresponden a los 39 trabajos necesarios para construir el Tabernáculo.
El Tratado Shabbat en la Mishná, la Tosefta, el Talmud de Jerusalén, y el Talmud babilónico interpretaron las leyes del sábado en Éxodo 16:23 y 29; 20:8-11; 23:12; 31:13-17; 35: 2-3; Levítico 19:3; 23:3; Números 15:32-36; y Deuteronomio 5:12.
La Mishná enseñaba que todo acto que viola la ley del sábado también viola la ley de una festividad, excepto que se puede preparar comida en una festividad, pero no en el sábado.
Un Midrash preguntó a qué mandamiento se refiere Deuteronomio 11:22 cuando dice: «Si, pues, guardas fielmente toda esta Instrucción que te mando, amando a tu Dios יהוה, andando en todos los caminos de Dios, y aferrándote a [Dios] [...]». El rabino Levi dijo que «esta instrucción» se refiere a la recitación del Shemá (Deuteronomio 6:4-9), pero los rabinos dijeron que se refiere al sábado, que equivale a todos los preceptos de la Torá. 
El «Alfabeto del rabino Akiva» enseñaba que cuando Dios estaba entregando la Torá a Israel, Dios les dijo que si aceptaban la Torá y observaban los mandamientos de Dios, entonces Dios les daría por toda la eternidad una de las cosas más preciosas que Dios posee: el «Mundo Venidero». Cuando Israel pidió ver en este mundo un ejemplo del Mundo Venidero, Dios respondió que el Sabbat es un ejemplo del Mundo Venidero.
Al leer las palabras «El que lo profane será condenado a muerte» en Éxodo 31:14 (en el que el verbo para muerte se repite), Samuel de Nehardea dedujo que la Torá decretaba muchas muertes por profanar el sábado. La Guemará planteó que tal vez Éxodo 31:14 se refiere a la profanación intencionada. La Guemará respondió que Éxodo 31:14 no es necesario para enseñar que la transgresión intencionada del sábado es un delito capital, ya que Éxodo 35:2 dice: «el que haga algún trabajo en él será condenado a muerte». La Guemará concluyó que Éxodo 31:14 debe aplicarse a un delincuente involuntario y, en ese contexto, las palabras «será condenado a muerte» significan que el infractor inadvertido del sábado «morirá» monetariamente debido a la necesidad del infractor de traer sacrificios costosos.
Una baraita leyó las palabras «No encenderéis fuego en vuestros asentamientos en el día de reposo» en Éxodo 35:3 para enseñar que solo en el día de reposo está prohibido encender fuego, y se puede encender fuego en un día festivo judío, incluso para fines distintos a la preparación de alimentos.

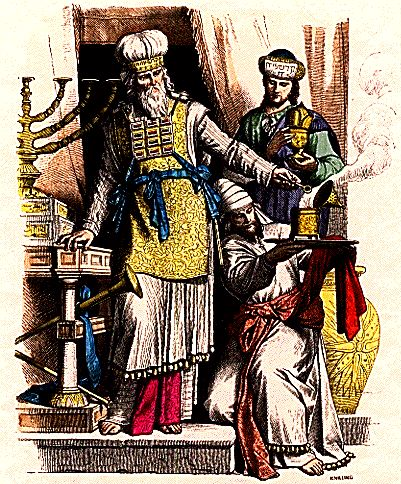
El sumo sacerdote con su pectoral (ilustración de alrededor de 1861-1880 de La historia del traje de Braun y Schneider)

Rav Huna y Rav Ḥisda conciliaron la prohibición de encender fuego en el Sabbath en Éxodo 35:3 con los deberes de sacrificio de los sacerdotes. La Mishná enseñaba que los sacerdotes podían bajar el sacrificio de la Pascua al horno justo antes del anochecer (y dejarlo asándose en el Sabbat), y los sacerdotes podían encender el fuego con astillas en la pila de la cámara del Templo del hogar (justo antes del anochecer). Al interpretar esta Mishná, Rav Huna citó la prohibición de Éxodo 35:3: «No encenderéis fuego en ninguna de vuestras moradas». Rav Huna argumentó que, dado que Éxodo 35:3 dice solo «en ninguna de vuestras moradas», los sacerdotes podían encender la pila en la cámara del Templo del hogar (incluso en sábado). Rav Ḥisda se opuso al argumento de Rav Huna, ya que permitiría encender fuego incluso en sábado. En cambio, Rav Ḥisda enseñó que Éxodo 35:3 solo permite quemar las extremidades y la grasa (de los animales sacrificados el viernes antes del anochecer). Rav Ḥisda explicó que esta quema estaba permitida porque los sacerdotes eran muy puntuales (en su observancia del sábado y no avivaban el fuego después del anochecer). 
La Guemará cuenta que la esposa de Rav Yosef b. Hiyya solía encender las luces del Shabat tarde (justo antes del anochecer). Rav Joseph le dijo que en una Baraita se enseñaba que las palabras de Éxodo 13:22, «la columna de nube de día, y la columna de fuego de noche, no se apartaban», enseñan que la columna de nube se superponía a la columna de fuego, y la columna de fuego se superponía a la columna de nube. Así que pensó en encender las luces del sábado muy temprano. Pero un anciano le dijo que uno puede encenderlas cuando quiera, siempre que no lo haga demasiado pronto (ya que evidentemente no honraría el sábado) ni demasiado tarde (después de justo antes del anochecer).
Una Baraita enseñó que un discípulo en nombre de Rabí Ismael señaló que las palabras «en todas vuestras moradas» (בְּכֹל מֹשְׁבֹתֵיכֶם, «b'chol moshvoteichem») aparecen tanto en la frase «No encenderéis fuego en ninguna de vuestras moradas en el día de reposo», en Éxodo 35:3 y en la frase «Estas cosas serán para vosotros una norma de juicio a lo largo de vuestras generaciones en todas vuestras moradas», en Números 35:29. La Baraita razonó a partir de este uso similar que, al igual que la ley prohíbe encender fuego en casa, también prohíbe encender fuego en el avance de la justicia penal. Y así, dado que algunas ejecuciones requieren encender un fuego, la Baraita enseñó que la ley prohíbe las ejecuciones en sábado.
El rabino Hama bar Hanina interpretó las palabras «las prendas trenzadas (en hebreo, שְׂרָד, serad) para ministrar en el lugar santo» en Éxodo 35:19 para enseñar que, de no ser por las prendas sacerdotales descritas en Éxodo 28 (y la expiación lograda por las prendas o los sacerdotes que las usaban), ningún remanente (en hebreo, שָׂרִיד, «sarid») de los judíos habría sobrevivido.

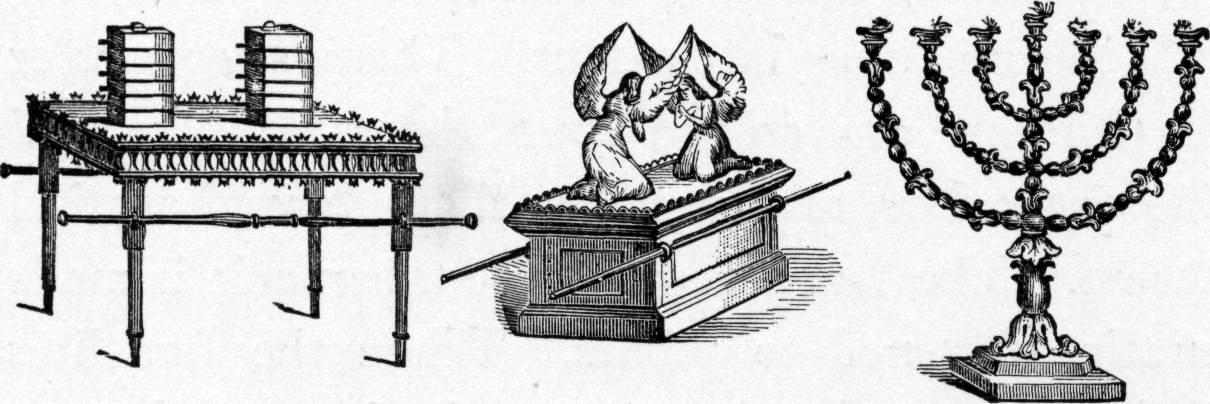
Cosas que se hicieron para meterlas en el tabernáculo (ilustración de Bible Pictures and What They Teach Us de 1897, de Charles Foster)

El rabino Levi leyó Éxodo 26:28, en relación con «la barra de en medio, que pasará de un extremo al otro», calculó que la viga debía tener 32 codos de longitud y preguntó dónde encontrarían los israelitas una viga así en el desierto. El rabino Levi dedujo que los israelitas habían almacenado el cedro para construir el Tabernáculo desde los tiempos de Jacob. Así lo relata Éxodo 35:24: «Y todo hombre con quien se hallaba madera de acacia», no «con quien se hallaría madera de acacia». El rabino Levi enseñó que los israelitas talaron los árboles en Magdala de los Tintoreros, cerca de Tiberíades, y los llevaron consigo a Egipto, y no se encontró ningún nudo ni grieta en ellos. (ref. Génesis Rabá 94:4). Los rabinos enseñaron en una Baraita que las cortinas inferiores del Tabernáculo estaban hechas de lana azul, lana púrpura, lana carmesí y lino fino, mientras que las cortinas superiores que formaban la tienda se extendían. 94:4.
Los rabinos enseñaron en una Baraita que las cortinas inferiores del Tabernáculo estaban hechas de lana azul, lana púrpura, lana carmesí y lino fino, mientras que las cortinas superiores que extendían la tienda estaban hechas de pelo de cabra. Y enseñaron que las cortinas superiores requerían mayor habilidad que las inferiores, pues Éxodo 35:25 dice de las inferiores: «Y todas las mujeres que eran sabias de corazón hilaban con sus manos», mientras que Éxodo 35:26 dice de las superiores: «Y todas las mujeres cuyo corazón las movía en sabiduría hilaban las cabras». Se enseñó en nombre del rabino Nehemías que el pelo se lavaba en las cabras y se hilaba mientras aún estaba en las cabras.

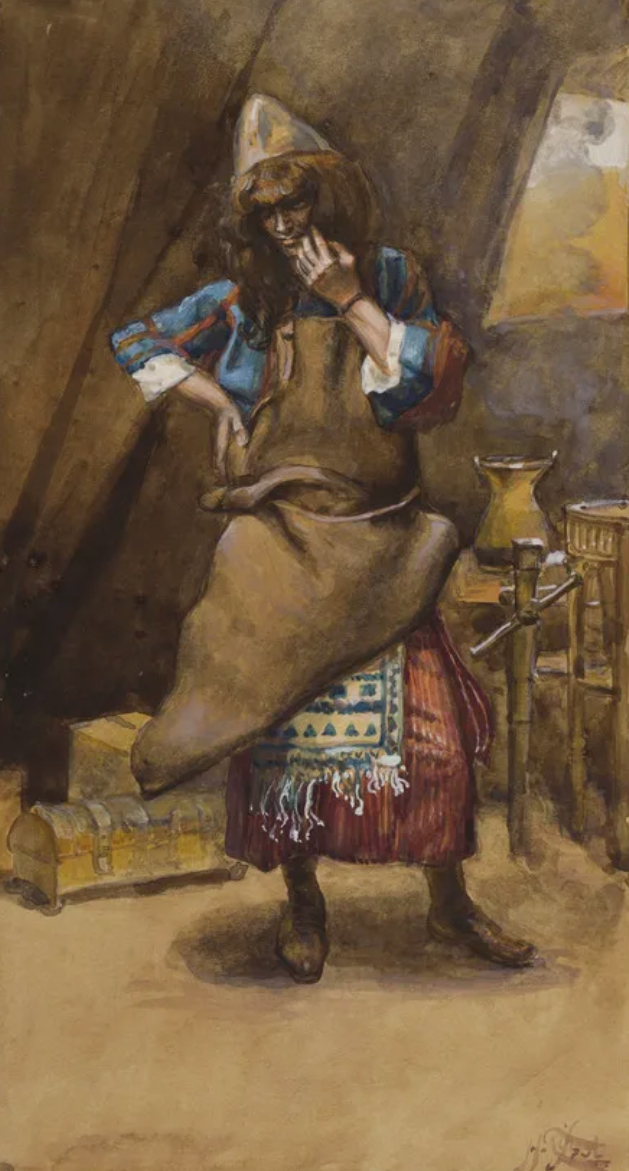
Bezalel (acuarela circa 1896-1902 por James Tissot)

Rabí Isaac Nappaha dedujo de Éxodo 35:30 que no debemos nombrar un líder sobre una comunidad sin antes consultar a la comunidad. En Éxodo 35:30, Moisés dijo a los israelitas: «Véase, el Señor ha llamado por su nombre a Bezalel, hijo de Uri». El rabino Isaac leyó Éxodo 35:30 para indicar que Dios le preguntó a Moisés si consideraba a Bezalel apto. Moisés respondió que si Dios pensaba que Bezalel era apto, entonces seguramente Moisés también lo sería. Sin embargo, Dios le dijo a Moisés que fuera y consultara a los israelitas. Moisés preguntó a los israelitas si consideraban a Bezalel adecuado. Y ellos respondieron que si Dios y Moisés lo consideraban adecuado, seguramente ellos también.
Johanan bar Nappaha enseñó que Dios proclama tres cosas para sí mismo: hambruna, abundancia y un buen líder. 2 Reyes 8:1 muestra que Dios proclama la hambruna, cuando dice: «El Señor ha pedido una hambruna». Ezequiel 36:29 muestra que Dios proclama la abundancia, cuando dice: «Pediré lluvia para la tierra y la haré llover sobre la faz del desierto». Y Éxodo 31:1-2 muestra que Dios proclama un buen líder, cuando dice: «Y el Señor habló a Moisés, diciendo: «Véase, he llamado por su nombre a Bezalel, hijo de Uri»». Samuel ben Nahman dijo en nombre de Johanan que Bezalel (בְּצַלְאֵל, cuyo nombre puede leerse בְּצֵל אֶל, betzel El, «a la sombra de Dios») fue llamado así por su sabiduría.
Cuando Dios le dijo a Moisés (en Éxodo 31:7) que le dijera a Bezalel que hiciera un tabernáculo, un arca y vasijas, Moisés invirtió el orden y le dijo a Bezalel que hiciera un arca, vasijas y un tabernáculo. Bezaleel respondió a Moisés que, por regla general, primero se construye una casa y luego se ponen los utensilios en ella, pero Moisés ordenó hacer un arca, utensilios y un tabernáculo. Bezaleel preguntó dónde pondría los utensilios. Y Bezaleel preguntó si Dios le había dicho a Moisés que hiciera un tabernáculo, un arca y utensilios. Moisés respondió que tal vez Bezalel había estado a la sombra de Dios (en hebreo: בְּצֵל אֶל, betzel El) y así había llegado a saberlo.
El Tanhuma bar Abba enseñó en nombre de Rav Huna que incluso las cosas que Bezalel no oyó de Moisés las concibió por sí mismo exactamente como se le dijeron a Moisés desde el Sinaí. Rabí Tanḥuma dijo en nombre de Rav Huna que esto se puede deducir de las palabras de Éxodo 38:22: «Y Bezalel, hijo de Uri, hijo de Hur, de la tribu de Judá, hizo todo lo que el Señor le ordenó a Moisés». Porque Éxodo 38:22 no dice «que Moisés le ordenó», sino «que el Señor le ordenó a Moisés».
Y el Agadat Shir ha-Shirim enseñó que Bezalel y Oholiab subieron al monte Sinaí, donde se les mostró el Santuario celestial.
Un midrash interpretó Éxodo 35:30 a la luz de Eclesiastés 7:1: «Un buen nombre es mejor que el aceite precioso». El midrash enseñaba que el nombre de Bezalel era mejor que el aceite precioso, ya que Éxodo 35:30 proclama su fama cuando dice: «Véase, el Señor ha llamado por su nombre a Bezalel». (Dios proclamó el nombre de Bezalel como el arquitecto divino, mientras que Moisés proclamó al sacerdote como tal mediante la unción con aceite).
Al leer las palabras «véase, el Señor ha llamado por su nombre a Bezalel», en Éxodo 35:30, un midrash explicó que Israel pecó con fuego al hacer el becerro de oro, como dice Éxodo 32:24: «Y lo arrojé al fuego, y salió este becerro». Y entonces vino Bezalel y curó la herida (y la construcción del Tabernáculo expió los pecados del pueblo al hacer el Becerro de Oro). El midrash lo comparó con las palabras de Isaías 54:16: «He aquí que yo he creado al herrero que sopla el fuego de los carbones». El midrash enseñaba que Bezalel era el herrero que Dios había creado para manejar el fuego. Y el midrash lo comparó con el caso del discípulo de un médico que aplicó una tirita a una herida y la curó. Cuando la gente empezó a alabarlo, su maestro, el médico, dijo que debían alabar al médico, porque él enseñó al discípulo. Del mismo modo, cuando todos dijeron que Bezalel había construido el Tabernáculo gracias a su conocimiento y comprensión, Dios dijo que fue Dios quien lo creó y lo enseñó, como dice Isaías 54:16: «He aquí que yo he creado al herrero». Así, Moisés dijo en Éxodo 35:30: «Véase, el Señor ha llamado por su nombre a Bezalel».
Éxodo 35:30 identifica al abuelo de Bezalel como Hur, de quien Abba Arikha o Samuel dedujeron que era hijo de Miriam y Caleb. Un midrash explicaba que Éxodo 35:30 menciona a Hur porque cuando los israelitas estaban a punto de servir al Becerro de Oro, Hur arriesgó su vida en nombre de Dios para evitar que lo hicieran, y ellos lo mataron. Entonces Dios le aseguró a Hur que Dios le recompensaría por su sacrificio.
El midrash lo comparó con el caso de un rey cuyas legiones se rebelaron contra él, y su mariscal de campo luchó contra los rebeldes, preguntándose cómo se atrevían a rebelarse contra el rey. Al final, los rebeldes mataron al mariscal de campo. El rey razonó que si el mariscal de campo le hubiera dado dinero, el rey habría tenido que recompensarlo. Así que, aún más, el rey tenía la obligación de recompensar al mariscal de campo cuando dio su vida en nombre del rey. El rey recompensó al mariscal de campo ordenando que todos sus hijos varones se convirtieran en generales y oficiales.
Del mismo modo, cuando Israel hizo el Becerro de Oro, Hur dio su vida por la gloria de Dios. Así, Dios aseguró a Hur que Dios daría a todos los descendientes de Hur un gran nombre en el mundo. Y así dice Éxodo 35:30: «Véase, el Señor ha llamado por su nombre a Bezalel, hijo de Uri, hijo de Hur».
Judah bar Ezekiel enseñó en nombre de Abba Arikha que Éxodo 35:31 indicaba que Dios dotó a Bezalel del mismo atributo que Dios utilizó al crear el universo. Judá dijo en nombre de Abba Arikha que Bezalel sabía cómo combinar las letras con las que Dios creó los cielos y la tierra. Porque Éxodo 35:31 dice (sobre Bezalel): «Y lo ha llenado del espíritu de Dios, en sabiduría y en entendimiento, y en conocimiento», y Proverbios 3:19 dice (sobre la creación): «El Señor fundó la tierra con sabiduría; con inteligencia estableció los cielos», y Proverbios 3:20 dice: «Con su conocimiento se abrieron las profundidades».
Un midrash enseñó que Dios considera que estudiar la estructura del santuario equivale a reconstruirlo. 

### Éxodo, capítulo 36
Haciendo los cálculos que implican Éxodo 36:4, Éxodo 38:22, Josué 14:7 y 1 Crónicas 2:19-20, la Guemará dedujo que en generaciones anteriores, un niño de ocho años podía engendrar hijos. Éxodo 38:22 informa que «Bezaleel, hijo de Uri, hijo de Hur, de la tribu de Judá, hizo todo lo que el Señor había ordenado a Moisés», cuando construyeron el Tabernáculo. Y 1 Crónicas 2:19-20 informa que Caleb fue el padre de Hur, que fue el padre de Uri, que fue el padre de Bezalel. Éxodo 36:4 informa que «los sabios [...] hicieron toda la obra del Santuario», por lo que Bezalel debía tener al menos 13 años para haber sido un hombre cuando trabajó en el Tabernáculo. Una Baraita enseñaba que Moisés hizo el Tabernáculo en el primer año después del Éxodo, y en el segundo, lo erigió y envió a los espías, por lo que la Guemará dedujo que Bezalel debía tener al menos 14 años cuando Moisés envió a los espías, el año después de que Bezalel trabajara en el Tabernáculo. Y Josué 14:7 informa que Caleb dijo que tenía 40 años cuando Moisés lo envió a espiar la tierra. Así, la Guemará dedujo que Caleb era solo 26 años mayor que su bisnieto Bezalel. Deduciendo dos años por los tres embarazos necesarios para crear las tres generaciones intermedias, el Talmud concluyó que Caleb, Hur y Uri debieron concebir a su hijo a la edad de ocho años.

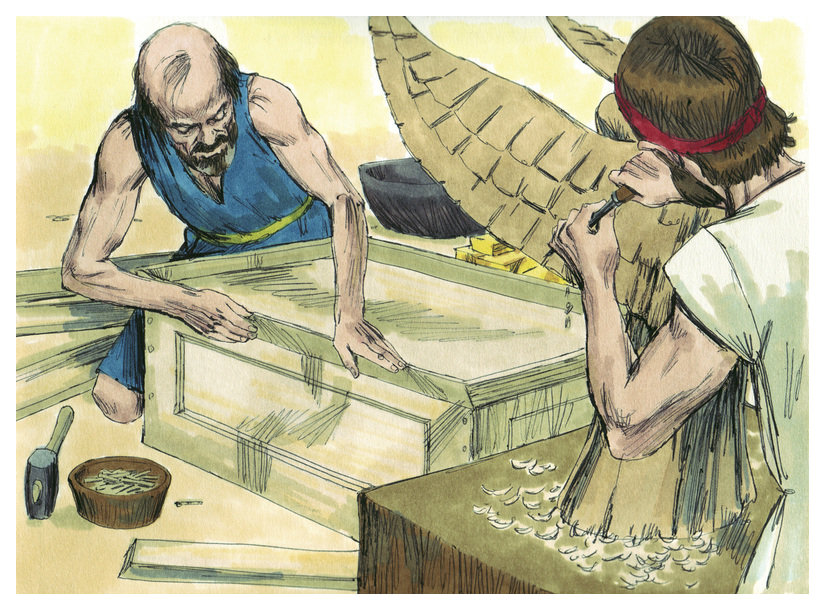
Bezalel hizo el Arca (ilustración de 1984 de Jim Padgett, cortesía de Distant Shores Media/Sweet Publishing)

### Éxodo, capítulo 37
Un midrash enseñaba que los justos aprenden del ejemplo de Dios al crear el mundo que, al comenzar cualquier obra, deben empezar con la luz. Así, cuando Dios le dijo a Moisés que construyera el Tabernáculo, Bezalel reflexionó sobre con qué cosa debía comenzar. Llegó a la conclusión de que era mejor empezar con el Arca (en la que los israelitas depositarían la Torá, la luz del mundo). Y así comienza el Éxodo 37:1 el informe de la construcción del mobiliario del Tabernáculo: «Y Bezalel hizo el Arca».
De manera similar, un midrash enseñó que cuando Dios le dijo a Moisés que hiciera el Tabernáculo, acudió a Bezalel y le transmitió la orden, y Bezalel preguntó cuál era el propósito del Tabernáculo. Moisés respondió que era para que Dios pudiera hacer que su Shechinah morara allí y enseñara la Torá a Israel. Bezalel preguntó entonces dónde guardarían los israelitas la Torá. Moisés respondió que cuando hubieran hecho el Tabernáculo, harían el Arca. Entonces Bezalel dijo que, dado que no sería apropiado que la Torá estuviera sin hogar, primero debían hacer el Arca y luego el Tabernáculo. Por eso, Éxodo 37:1 asocia el nombre de Bezalel con el Arca, diciendo: «Y Bezalel hizo el Arca».
Al leer las palabras «Bezalel hizo el Arca de madera de acacia», en Éxodo 37:1, un midrash enseñó que Dios cura con aquello mismo con lo que hiere. Así, Israel pecó en Shittim (llamada así por sus numerosos árboles de acacia), como dice Números 25:1: «Y se quedó Israel en Shittim, y el pueblo empezó a prostituirse con las hijas de Moab» (y también adoró al Baal de Peor). Pero también fue a través de la madera de acacia, o madera de Shittim, que Dios sanó a los israelitas, pues como relata Éxodo 37:1, «Bezaleel hizo el Arca de madera de acacia».
Una Baraita enseñó que Josías de Judá escondió el Arca mencionada en Éxodo 37:1-5, el aceite de la unción mencionado en Éxodo 30:22-33, la jarra de maná mencionada en Éxodo 16:33, la vara de Aarón con sus y almendras a las que se hace referencia en Números 17:23, y el cofre que los filisteos enviaron a los israelitas como regalo junto con el Arca y sobre el que los sacerdotes dijeron en 1 Samuel 6:8: «Y poned las joyas de oro, que le devolvisteis como ofrenda por la culpa, en un cofre al lado de él [del Arca]; y enviadlo para que se vaya». Tras observar que Deuteronomio 28:36 predecía: «El Señor os llevará a ti y a tu rey... a una nación que no conocéis», Josías ordenó que se ocultara el Arca, como se relata en 2 Crónicas 35:3: «Y él [Josías] dijo a los levitas que enseñaban a todo Israel, que eran santos para el Señor: «Poned el Arca Sagrada en la casa que Salomón, hijo de David, rey de Israel, construyó; ya no habrá más carga sobre vuestros hombros; ahora servid al Señor vuestro Dios y a su pueblo Israel»». El rabino Eleazar dedujo que Josías escondió el aceite de la unción y los demás objetos al mismo tiempo que el Arca, a partir del uso común de las expresiones «allí» en Éxodo 16:33 con respecto al maná y «allí» en Éxodo 30:6 con respecto al Arca, «guardar» en Éxodo 16:33 con respecto al maná y «guardar» en Números 17: 25 con respecto a la vara de Aarón, y «generaciones» en Éxodo 16:33 con respecto al maná y «generaciones» en Éxodo 30:31 con respecto al aceite de la unción.

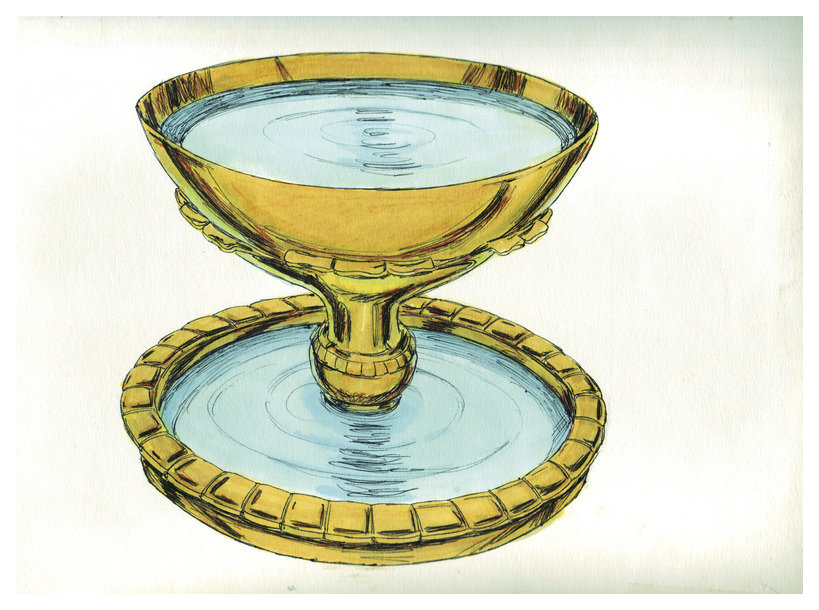
La pila de bronce (ilustración de 1984 de Jim Padgett, cortesía de Distant Shores Media/Sweet Publishing)

### Éxodo, capítulo 38
Un midrash explicaba los espejos de las mujeres que «realizaban tareas» (en hebreo, «ha-tzovot») en la entrada de la Tienda de la Reunión en Éxodo 38:8. El midrash contaba que cuando los israelitas estaban sufriendo trabajos forzados en Egipto, el faraón decretó que no debían dormir en casa ni tener relaciones sexuales con sus esposas. El rabino Shimon ben Halafta contó que las mujeres israelitas bajaban a sacar agua del río, y entonces Dios hacía que sacaran peces pequeños en sus cántaros. Las mujeres israelitas vendían algunos de los peces, cocinaban otros, compraban vino con las ganancias y salían a los campos de trabajo para alimentar a sus maridos. Después de comer, las mujeres israelitas cogían sus espejos y se miraban en ellos junto con sus maridos. Las esposas decían que eran más guapas que sus maridos. Los maridos decían que eran más guapos. Y de esta manera, despertaron su deseo sexual y se hicieron fecundos y se multiplicaron, como relata Éxodo 1:7: «Y los hijos de Israel fueron fecundos y se multiplicaron y se hicieron muy poderosos». Fue gracias al uso de estos espejos que los israelitas pudieron seguir teniendo hijos incluso bajo las exigencias de un duro trabajo. Cuando Dios le dijo a Moisés que hiciera el Tabernáculo, todos los hombres acudieron a contribuir. Algunos trajeron plata, otros trajeron oro o bronce, ónix y otras gemas para engastar. Trajeron todo lo que tenían. Las mujeres trajeron los espejos y se los entregaron a Moisés. Cuando Moisés vio los espejos, se enfureció con las mujeres, diciendo que quien los hubiera traído debía ser castigado, preguntando qué uso podrían tener en el Tabernáculo. Dios le dijo a Moisés que no las menospreciara, porque fueron esos espejos los que levantaron a todas las huestes de niños nacidos en Egipto. Dios ordenó entonces a Moisés que los tomara y que con ellos hiciera la pila y su base para los sacerdotes. 

## En la interpretación judía medieval
La parashá se discute en estas fuentes judías medievales:

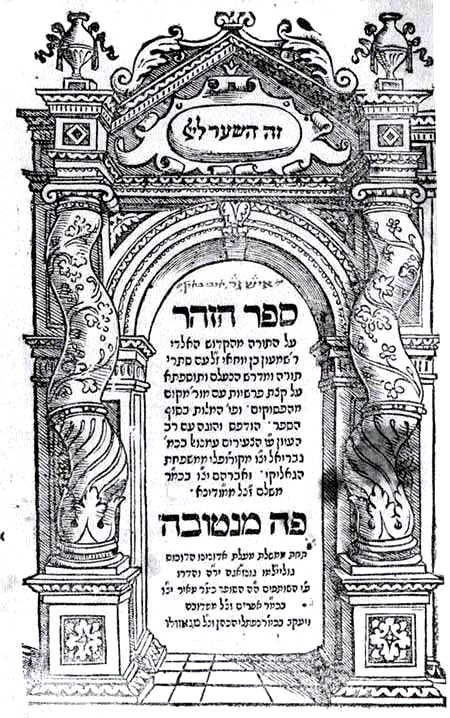
Zohar

### Éxodo, capítulo 35
En el Zohar, el rabino José explicó Éxodo 35:10: «Y que venga todo hombre sabio de corazón entre vosotros y haga todo lo que el Señor ha mandado». El rabino José enseñó que cuando Dios le dijo a Moisés en Deuteronomio 1:13: «Busca hombres sabios y de discernimiento», Moisés buscó por todo Israel pero no encontró hombres de discernimiento, y por eso en Deuteronomio 1:15, Moisés dijo: «Así que tomé a los jefes de vuestras tribus, hombres sabios y llenos de conocimiento», sin mencionar a los hombres de discernimiento. El rabino José dedujo que el hombre de discernimiento («navan») es de un grado superior al sabio («hacham»), ya que incluso un alumno que da nuevas ideas a un maestro es llamado «sabio». Un sabio sabe por sí mismo tanto como se requiere, pero el hombre de discernimiento comprende el todo, conociendo tanto su propio punto de vista como el de los demás. Éxodo 35:10 utiliza el término «de corazón sabio» porque se veía el corazón como la sede de la sabiduría. El rabino José enseñó que el hombre de discernimiento comprende el mundo inferior y el mundo superior, su propio ser y el ser de los demás.

## En la interpretación moderna
La parashá se discute en estas fuentes modernas:

### Éxodo, capítulos 35-39

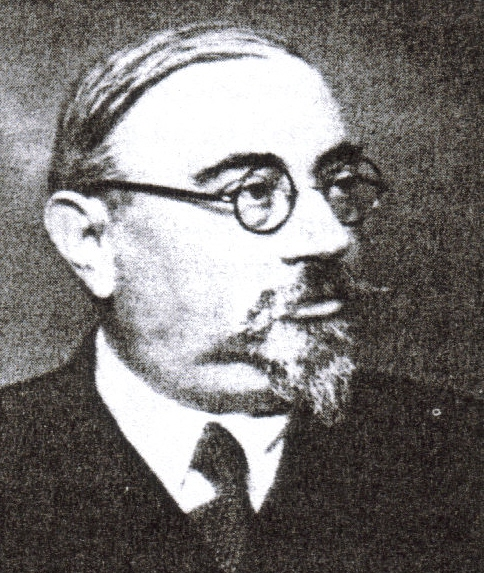
Cassuto

Observando que Éxodo 35-39 repite material de Éxodo 25-31, Julio Popper argumentó que Éxodo 35-39 fue una adición posterior, y el teólogo neerlandés protestante Abraham Kuenen y el erudito bíblico alemán Julius Wellhausen estuvieron de acuerdo. Pero el erudito italiano-israelí de mediados del siglo XX Umberto Cassuto, antiguo miembro de la Universidad Hebrea de Jerusalén, argumentó que esta conjetura ignoraba el antiguo estilo literario oriental. Cassuto señaló que el tema de la fundación y construcción de un santuario era un tipo literario establecido en los primeros escritos orientales, y que tales pasajes a menudo registraban primero la expresión divina que describía el plan para el santuario y luego daban cuenta de la construcción que repetía la descripción dada en la comunicación divina. Cassuto citó la epopeya del rey Keret, que cuenta que en un sueño, el rey recibió del dios El instrucciones para la ofrenda de sacrificios, la reunión de un ejército, la organización de una campaña militar a la tierra del rey Pabel, y la petición de que la hija o nieta de Pabel le fuera dada como esposa. Después de las instrucciones, el poema épico repite las instrucciones, variando solo las formas verbales al tiempo pasado, añadiendo o eliminando una conjunción, sustituyendo un sinónimo o variando la secuencia de palabras, exactamente como hace Éxodo 35-39. Cassuto concluyó que Éxodo 35-39 no era, por tanto, una adición posterior, sino que su presencia se debía al estilo literario. El profesor James Kugel de la Universidad Bar Ilan escribió que el relato detallado debió de haber fascinado a los antiguos israelitas, que consideraban el Tabernáculo como algo muy significativo, como la estructura que permitió a Dios residir en medio de la humanidad por primera vez desde el Jardín del Edén Y Gunther Plaut
advirtió que no se debe abordar Éxodo 35-39 con prejuicios estilísticos modernos, argumentando que una persona del antiguo Cercano Oriente, que era principalmente oyente, no lectora, encontraba en la repetición una forma bienvenida de apoyar la familiaridad con el texto, dando la seguridad de que la tradición había sido transmitida fielmente.

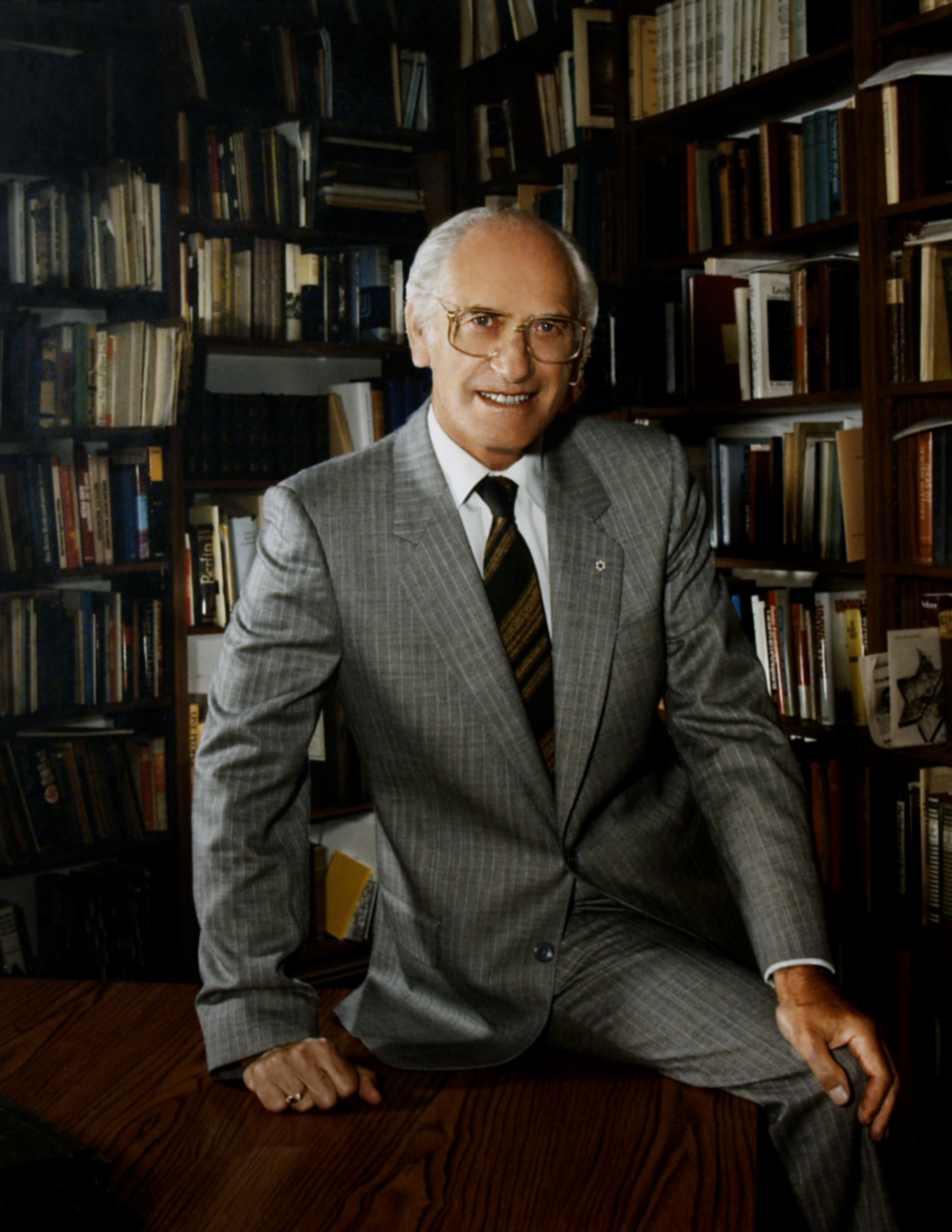
Plaut

### Éxodo, capítulo 35
Plaut señaló que este importante capítulo de la historia de Israel en el desierto, la orden de construir el Tabernáculo, comienza en Éxodo 35:1 con las palabras «Entonces Moisés convocó» (וַיַּקְהֵל מֹשֶׁה, « vayakheil Mosheh), anunciando la conclusión del ciclo de apostasía y reconciliación que comenzó en Éxodo 32:1 con una palabra con la misma ortografía y raíz, «el pueblo se reunió» (וַיִּקָּהֵל הָעָם, vayikheil ha-am). En Éxodo 32:1, el pueblo se reunió para rebelarse contra los deseos de Dios en el incidente del Becerro de Oro, pero en Éxodo 35:1, con una reunión (וַיַּקְהֵל, vayakheil) que Dios aprobó, Dios demostró su gracia perdonadora.
Plaut señaló que la orden de observar el sábado en Éxodo 35:2-3 precedía al relato de la construcción del Tabernáculo tal y como se había ordenado al final de las instrucciones originales en Éxodo 31:12-17, por lo que el sábado era el puente que conectaba la construcción del Tabernáculo con su propósito más profundo. Nahum Sarna escribió que la orden de observar el sábado en Éxodo 35:2-3 prácticamente repite Éxodo 31:15 palabra por palabra, con un añadido de no encender fuego en sábado. La redacción de esta prohibición llevó a los rabinos del Talmud a entender que no se puede encender fuego el mismo sábado, pero sí antes del sábado si no se reabastece de combustible el sábado. Los caraítas rechazaron esta interpretación y pasaron el día sin luces (aunque algunos seguidores posteriores aceptaron la práctica rabínica). Sarna escribió que probablemente fue para demostrar la oposición a la visión primitiva caraíta de que los rabinos ordenaran encender velas los viernes por la noche, y con ese fin, los Geonim (los jefes post-talmúdicos de las academias babilónicas) instituyeron la recitación de una bendición sobre ellas.
Plaut argumentó que Éxodo 35:3 incluye las palabras «en todas vuestras poblaciones» para dejar claro que la orden de no encender fuego en sábado se aplicaba no solo a la prohibición principal durante la construcción del Tabernáculo, sino también en general. Así, Números 15:32, que relata cómo un hombre recogía leña en sábado, registraba una violación de Éxodo 35:3.
En 1950, el Comité de Leyes y Normas Judías del Judaísmo conservador dictaminó: «Abstenerse del uso de un vehículo de motor es una ayuda importante para mantener el espíritu de reposo del sabbat. Además, esta restricción ayuda a mantener a los miembros de la familia juntos en el sabbat. Sin embargo, cuando una familia reside a una distancia razonable de la sinagoga, el uso de un vehículo de motor para asistir a la sinagoga no se interpretará en modo alguno como una violación del sabbat, sino que, por el contrario, dicha asistencia se considerará una expresión de lealtad a nuestra fe. . . . [E]n el espíritu de una Halajá viva y en desarrollo que responda a las necesidades cambiantes de nuestro pueblo, declaramos que está permitido utilizar luces eléctricas en el Sabbat con el fin de aumentar el disfrute del Sabbat o reducir la incomodidad personal en el cumplimiento de una mitzvá». En 2023, el Comité de Leyes y Normas Judías reexaminó la cuestión de conducir en Shabat y concluyó que usar un coche eléctrico para fines de Shabat no es una violación del Shabat, aunque el Comité alentó a caminar o andar en bicicleta, cuando fuera posible.
La profesora Carol Meyers de la Universidad de Duke señaló que tanto mujeres como hombres proporcionaron los materiales a los que se refieren Éxodo 25:1-9 y Éxodo 35:4-29, como dejan claro Éxodo 35:22 y 29, incluyendo telas hechas y donadas por mujeres artesanas (como se indica en Éxodo 35:25-26).
Jeffrey Tigay, profesor emérito de la Universidad de Pensilvania, argumentó que la palabra עֲבֹדָה, avodah, en Éxodo 35:21, traducida como «servicio» en la traducción de la [[New Jewish Publication Society of America Tanakh|New Jewish Publication Society] (así como en Éxodo 27:19; 30:16; 35:24; 36:1, 3, 5; y 39:40) se traduce mejor como «trabajo» (en referencia a la construcción), ya que los materiales aportados eran para la construcción del Tabernáculo, no para el culto que se realizaría allí después.

### Éxodo, capítulo 37
Éxodo 37:24 habla de «un talento de oro puro». Esta tabla traduce las unidades de peso utilizadas en la Biblia a sus equivalentes modernos:
| Unidad               | Textos                                                            | Equivalente antiguo    | Equivalente moderno         |
| -------------------- | ----------------------------------------------------------------- | ---------------------- | --------------------------- |
| gerah (גֵּרָה)          | Exodus 30:13; Leviticus 27:25; Numbers 3:47; 18:16; Ezekiel 45:12 | 1/20 shekel            | 0.6 gramo; 0.02 onzas       |
| bekah (בֶּקַע)          | Génesis 24:22; Éxodo 38:26                                        | 10 gerahs; medio siclo | 6 grams; 0.21 ounce         |
| pim (פִים)            | 1 Samuel 13:21                                                    | 2/3 siclo              | 8 gramos; 0.28 onza         |
| Siclo (שֶּׁקֶל)          | Éxodo 21:32; 30:13, 15, 24; 38:24, 25, 26, 29                     | 20 gerahs; 2 bekahs    | 12 gramos; 0.42 onza        |
| mina (maneh, מָּנֶה)    | 1 Reyes 10:17; Ezekiel 45:12; Ezra 2:69; Nehemias 7:70            | 50 siclos              | 0.6 kilogramos; 1.32 libras |
| talento (kikar, כִּכָּר) | Éxodo 25:39; 37:24; 38:24, 25, 27, 29                             | 3000 siclos; 60 minas  | 36 kilogramos; 79.4 libras  |

## Mandamientos
Según Maimónides y Sefer Ha-Chinuch, hay un mandamiento negativo en la parashá:
- El tribunal no debe infligir castigo en sábado.[70]

## Liturgia
Después del Kabbalat Shabat servicio de oración y antes del servicio del viernes por la noche (Ma'ariv), los judíos leen tradicionalmente fuentes rabínicas sobre la observancia del Shabat, comenzando con Mishná Shabat

## Haftarah

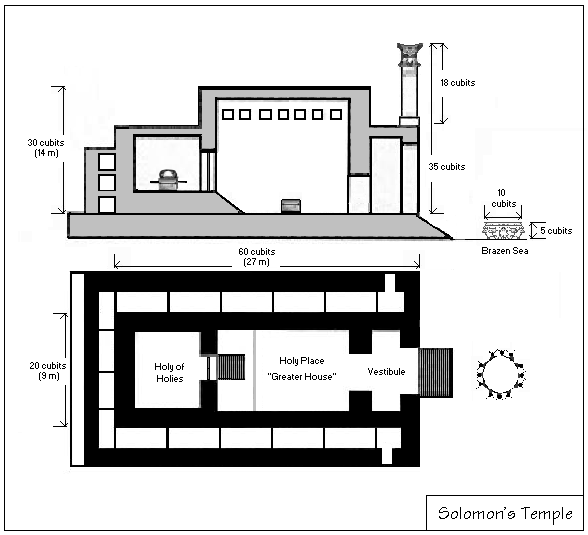
Templo de Salomón (dibujo de Mattes de 2005)

### Parashat Vayakhel
Cuando se lee solo Parashat Vayakhel, la haftarah es:
- para judíos asquenazíes: 1 Reyes 7:40-50
- para judíos sefardíes: 1 Reyes 7:13–26

#### Ashkenazi—1 Reyes 7:40–50
Tanto la parashá como la haftará en 1 Reyes 7 informan de la erección del lugar santo por parte del líder, la construcción del Tabernáculo por parte de Moisés en la parashá, y la construcción del Templo de Jerusalén por parte de Salomón en la haftará.  Tanto la parashá como la haftará mencionan metales concretos para el espacio sagrado.

#### Sefardí: 1 Reyes 7:13–26
Tanto la parashá como la haftará destacan la destreza (jokhmá), la habilidad (tevuná) y el conocimiento (da'at) del artesano (Bezálel en la parashá, Hiram en la haftará) en cada oficio (kol mela'já).

#### Shabbat Shekalim
Cuando Parashat Vayakhel coincide con el sábado especial Shabbat Shekalim, (como ocurre en 2019), la haftarah es 2 Reyes 12:1-17.

### Parashat Vayakhel-Pekudei
Cuando Parashat Vayakhel se combina con Parashat Pekudei, la haftarah es:
- para los judíos asquenazíes: 1 Reyes 7:51-8:21
- para los judíos sefardíes: 1 Reyes 7:40-50

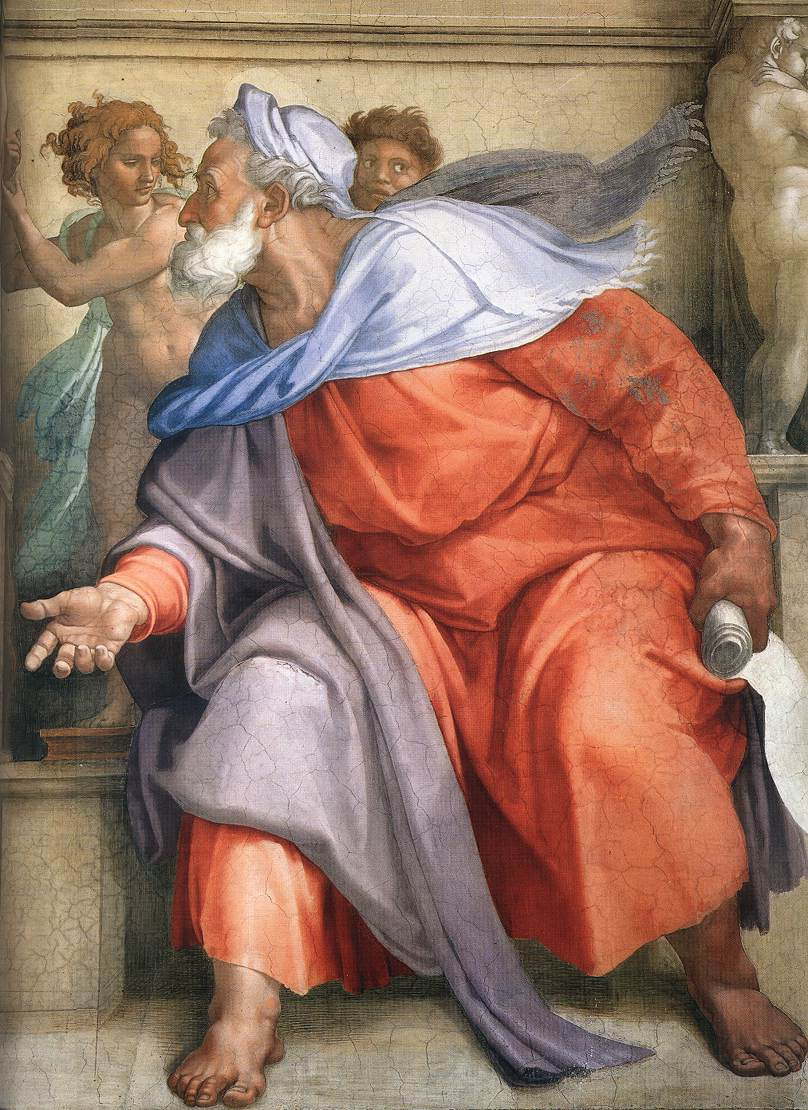
Ezequiel (fresco de 1510 de Miguel Ángel en la Capilla Sixtina)

#### Shabat HaChodesh
Cuando la parashá coincide con el Shabat HaJodesh («Sábado [del] mes», el Shabat especial que precede al mes hebreo de Nisán (como ocurrió en 2013 y 2017), la haftará es:
- para los judíos asquenazíes: Ezequiel 45:16-46:18
- para los judíos sefardíes: Ezequiel 45:18-46:15

En el Shabat HaChodesh, los judíos leen Éxodo 12:1-20, en el que Dios ordena que «Este mes [Nisán] será el comienzo de los meses; será el primer mes del año», y en el que Dios dio los mandamientos de la Pascua.  Del mismo modo, la haftarah en Ezequiel 45:21–25 habla de la Pascua. Tanto en la lectura especial como en la haftarah, Dios instruye a los israelitas a aplicar sangre a los postes de las puertas. ref>Exodus 12:7; Ezekiel 45:19.

#### Shabbat Parah
Cuando la parashá coincide con el Shabat Pará (uno de los shabat especiales previos a la Pascua, como ocurrió en 2025), la haftará es:
- para los judíos asquenazíes: Ezequiel 36:16-38
- para los judíos sefardíes: Ezequiel 36:16-36

En el Pará de Shabat, el Shabat de la vaca roja, los judíos leen Números 19:1-22, que describe los ritos de purificación con la vaca roja (pará adumá). Del mismo modo, la haftará de Ezequiel 36 también describe la purificación. Tanto en la lectura especial como en la haftarah de Ezequiel 36, el agua rociada purificaba a los israelitas. Números 19:18; Ezequiel 36:25.

### Antiguas
- The Ba‘lu Myth. Ugarit, 2nd millennium BCE. In The Context of Scripture, Volume I: Canonical Compositions from the Biblical World, pages 260–61. Edited by William W. Hallo. Pilgrim Press, 1997. (building of a palace for Ba'al).

### Bíblicas
- Isaiah 56:6–7 (keeping the Sabbath); 66:23 (universally observed Sabbath).
- Psalms 26:6 (washing, altar); 51:16–19 (sacrifices); 80:2 (cherubim); 84:2–3, 11 (Tabernacle, courts); 92:14 (courts); 96:6 (God's sanctuary); 100:4 (court of the Tabernacle); 134:2 (God's sanctuary); 141:2 (incense); 150:1 (God's sanctuary).

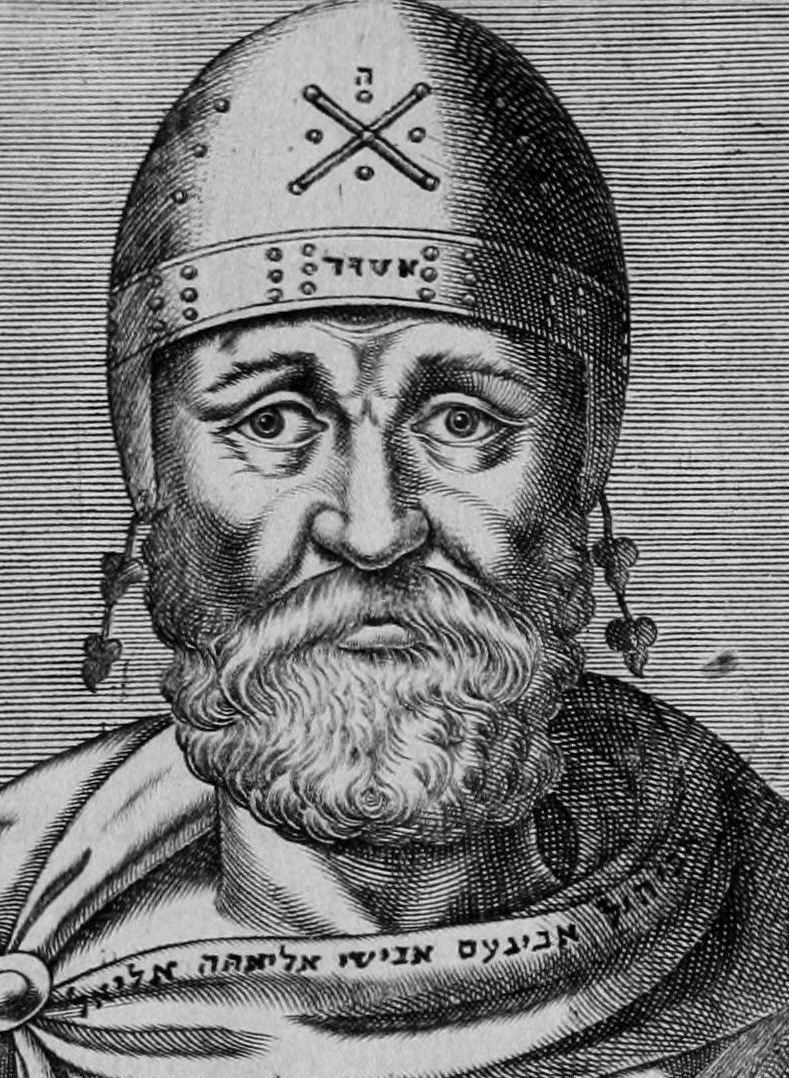
Philo

### Antiguo no rabínico
- Filón de Alejandría. Allegorical Interpretation 3:33:101; On the Migration of Abraham 17:97–98. Alejandría, Egypt, early 1st century CE. In, e.g., The Works of Philo: Complete and Unabridged, New Updated Edition. Translated by Charles Duke Yonge, pages 61, 262. Peabody, Massachusetts: Hendrickson Publishers, 1993.
- Josephus, Antiquities of the Jews 3:6:1–10:1. Circa 93–94. In, e.g., The Works of Josephus: Complete and Unabridged, New Updated Edition. Translated by William Whiston, pages 85–95. Peabody, Massachusetts: Hendrickson Publishers, 19

### Rabínico clásico
- Seder Olam Rabbah, chapter 6. 2nd century CE. In, e.g., Seder Olam: The Rabbinic View of Biblical Chronology. Translated and with commentary by Heinrich W. Guggenheimer, pages 73–78. Lanham, Maryland: Jason Aronson, 1998.
- Mishnah: Shabbat 1:1–24:5; Beitzah 5:2; Megillah 1:5. Land of Israel, circa 200 CE. In, e.g., The Mishnah: A New Translation. Translated by Jacob Neusner, pages 179–208, 298, 317. New Haven: Yale University Press, 1988.
- Tosefta Shabbat 1:1–17:29. Land of Israel, circa 250 CE. In, e.g., The Tosefta: Translated from the Hebrew, with a New Introduction. Translated by Jacob Neusner, volume 1, pages 357–427. Peabody, Massachusetts: Hendrickson Publishers, 2002.
- Mekhilta According to Rabbi Ishmael 82:1. Land of Israel, late 4th century. In, e.g., Mekhilta According to Rabbi Ishmael. Translated by Jacob Neusner, volume 2, pages 258–62. Atlanta: Scholars Press, 1988.
- Jerusalem Talmud: Terumot 31b; Shabbat 1a–113b; Shekalim 2a, 48b; Beitzah 47a; Nazir 21a, 25b–26a; Sotah 16b; Sanhedrin 27b; Shevuot 1b. Tiberias, Land of Israel, circa 400 CE. In, e.g., Talmud Yerushalmi. Edited by Chaim Malinowitz, Yisroel Simcha Schorr, and Mordechai Marcus, volumes 7, 13–15, 20, 23, 34–36, 44, 46. Brooklyn: Mesorah Publications, 2010–2020. And in, e.g., The Jerusalem Talmud: A Translation and Commentary. Edited by Jacob Neusner and translated by Jacob Neusner, Tzvee Zahavy, B. Barry Levy, and Edward Goldman. Peabody, Massachusetts: Hendrickson Publishers, 2009.

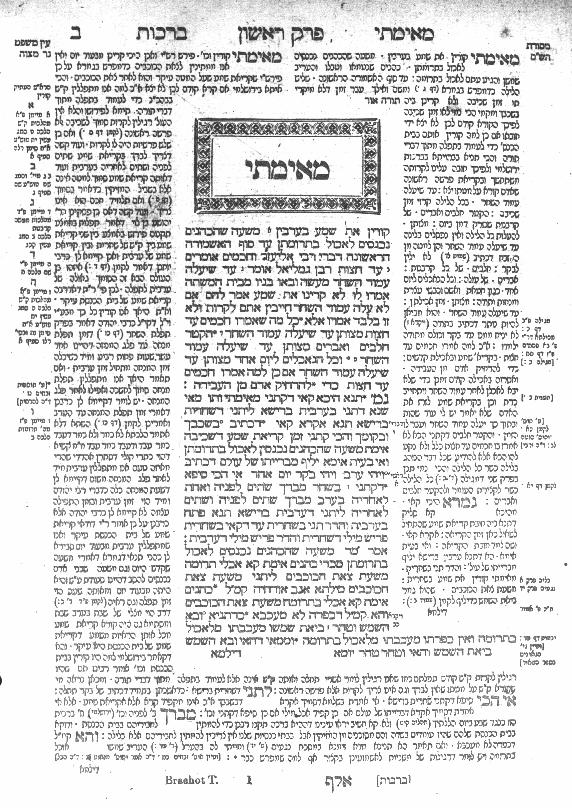
Talmud

- Genesis Rabbah 94:4. Land of Israel, 5th century. In, e.g., Midrash Rabbah: Genesis. Translated by Harry Freedman and Maurice Simon, volume 2, page 871. London: Soncino Press, 1939.
- Midrash Tanhuma Vayakhel. 5th–10th centuries. In, e.g., The Metsudah Midrash Tanchuma: Shemos II. Translated and annotated by Avrohom Davis; edited by Yaakov Y.H. Pupko, volume 4 (Shemos volume 2), pages 339–89. Monsey, New York: Eastern Book Press, 2004.
- Babylonian Talmud: Babylonian Berakhot 55a; Shabbat 20a, 49b, 70a, 74b, 96b; Eruvin 2b; Yoma 66b, 72b, 75a; Beitzah 4b, 36b; Rosh Hashanah 34a; Megillah 7b; Chagigah 10a–b; Yevamot 6b–7a, 33b; Sotah 3a; Kiddushin 37a; Bava Kamma 2a, 54a, 71a; Sanhedrin 35b, 69b; Makkot 21b; Shevuot 26b; Avodah Zarah 12b, 24a; Zevachim 59b; Bekhorot 41a. Babylonia, 6th century. In, e.g., Talmud Bavli. Edited by Yisroel Simcha Schorr, Chaim Malinowitz, and Mordechai Marcus, 72 volumes. Brooklyn: Mesorah Pubs., 2006.

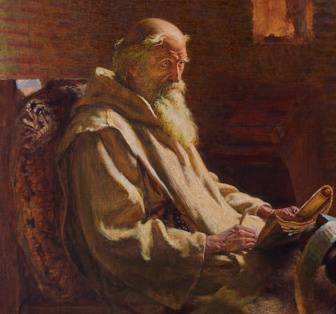
Bede

### Medieval
- Bede. Of the Tabernacle and Its Vessels, and of the Priestly Vestments. Monkwearmouth, England, 720s. In Bede: On the Tabernacle. Translated with notes and introduction by Arthur G. Holder. Liverpool: Liverpool University Press, 1994.
- Exodus Rabbah 48:1–50:5. 10th century. In, e.g., Midrash Rabbah: Exodus. Translated by S. M. Lehrman, volume 3, pages 546–61. London: Soncino Press, 1939.
- Solomon ibn Gabirol. A Crown for the King, 9:105–06. Spain, 11th century. Translated by David R. Slavitt, pages 14–15. New York: Oxford University Press, 1998.

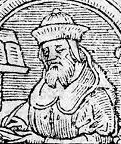
Rashi

- Rashi. Commentary. Exodus 35–38. Troyes, France, late 11th century. In, e.g., Rashi. The Torah: With Rashi's Commentary Translated, Annotated, and Elucidated. Translated and annotated by Yisrael Isser Zvi Herczeg, volume 2, pages 487–505. Brooklyn: Mesorah Publications, 1994.
- Rashbam. Commentary on the Torah. Troyes, early 12th century. In, e.g., Rashbam's Commentary on Exodus: An Annotated Translation. Edited and translated by Martin I. Lockshin, pages 425–29. Atlanta: Scholars Press, 1997.

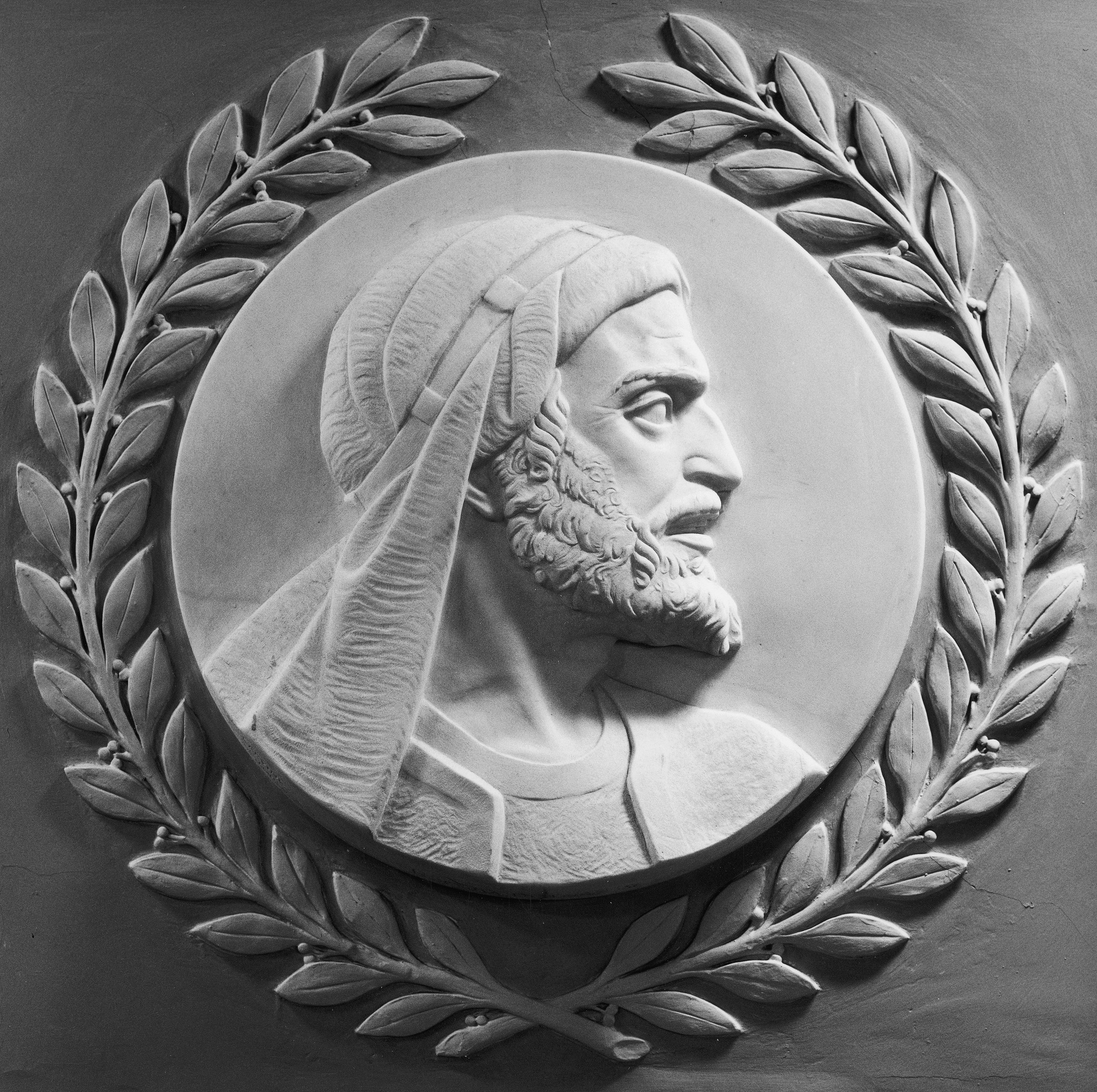
Maimonides

- Abraham ibn Ezra. Commentary on the Torah. France, 1153. In, e.g., Ibn Ezra's Commentary on the Pentateuch: Exodus (Shemot). Translated and annotated by H. Norman Strickman and Arthur M. Silver, volume 2, pages 730–46. New York: Menorah Publishing Company, 1996.
- Maimonides. The Guide for the Perplexed. Cairo, Egypt, 1190. In, e.g., Moses Maimonides. The Guide for the Perplexed. Translated by Michael Friedländer, pages 29–31, 393, 397. New York: Dover Publications, 1956.

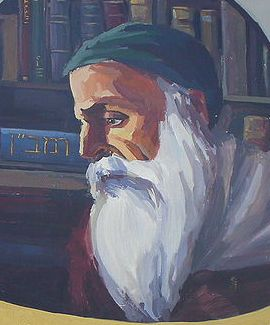
Naḥmanides

- Hezekiah ben Manoah. Hizkuni. France, circa 1240. In, e.g., Chizkiyahu ben Manoach. Chizkuni: Torah Commentary. Translated and annotated by Eliyahu Munk, volume 3, pages 645–50. Jerusalem: Ktav Publishers, 2013.
- Naḥmanides. Commentary on the Torah. Jerusalem, circa 1270. In, e.g., Ramban (Naḥmanides): Commentary on the Torah. Translated by Charles B. Chavel, volume 2, pages 595–608. New York: Shilo Publishing House, 1973.
- Zohar 2:194b–220a. Spain, late 13th century.
- Bahya ben Asher. Commentary on the Torah. Spain, early 14th century. In, e.g., Midrash Rabbeinu Bachya: Torah Commentary by Rabbi Bachya ben Asher. Translated and annotated by Eliyahu Munk, volume 4, pages 1418–38. Jerusalem: Lambda Publishers, 2003.
- Jacob ben Asher (Baal Ha-Turim). Commentary on the Torah. Early 14th century. In, e.g., Baal Haturim Chumash: Shemos/Exodus. Translated by Eliyahu Touger; edited and annotated by Avie Gold, volume 2, pages 929–57. Brooklyn: Mesorah Publications, 2000.
- Isaac ben Moses Arama. Akedat Yizhak (The Binding of Isaac). Late 15th century. In, e.g., Yitzchak Arama. Akeydat Yitzchak: Commentary of Rabbi Yitzchak Arama on the Torah. Translated and condensed by Eliyahu Munk, volume 1, pages 519–35. New York, Lambda Publishers, 2001.

### Modern
- Isaac Abravanel. Commentary on the Torah. Italy, between 1492–1509. In, e.g., Abarbanel: Selected Commentaries on the Torah: Volume 2: Shemos/Exodus. Translated and annotated by Israel Lazar, pages 404–20. Brooklyn: CreateSpace, 2015.
- Abraham Saba. Ẓeror ha-Mor (Bundle of Myrrh). Fez, Morocco, circa 1500. In, e.g., Tzror Hamor: Torah Commentary by Rabbi Avraham Sabba. Translated and annotated by Eliyahu Munk, volume 3, pages 1221–28. Jerusalem, Lambda Publishers, 2008.
- Obadiah ben Jacob Sforno. Commentary on the Torah. Venice, 1567. In, e.g., Sforno: Commentary on the Torah. Translation and explanatory notes by Raphael Pelcovitz, pages 474–85. Brooklyn: Mesorah Publications, 1997.
- Moshe Alshich. Commentary on the Torah. Safed, circa 1593. In, e.g., Moshe Alshich. Midrash of Rabbi Moshe Alshich on the Torah. Translated and annotated by Eliyahu Munk, volume 2, pages 607–14. New York, Lambda Publishers, 2000.
- Shlomo Ephraim Luntschitz. Kli Yakar. Lublin, 1602. In, e.g., Kli Yakar: Shemos. Translated by Elihu Levine, volume 2, pages 345–71. Southfield, Michigan: Targum Press/Feldheim Publishers, 2007.
- Avraham Yehoshua Heschel. Commentaries on the Torah. Cracow, Poland, mid 17th century. Compiled as Chanukat HaTorah. Edited by Chanoch Henoch Erzohn. Piotrkow, Poland, 1900. In Avraham Yehoshua Heschel. Chanukas HaTorah: Mystical Insights of Rav Avraham Yehoshua Heschel on Chumash. Translated by Avraham Peretz Friedman, pages 199–202. Southfield, Michigan: Targum Press/Feldheim Publishers, 2004.

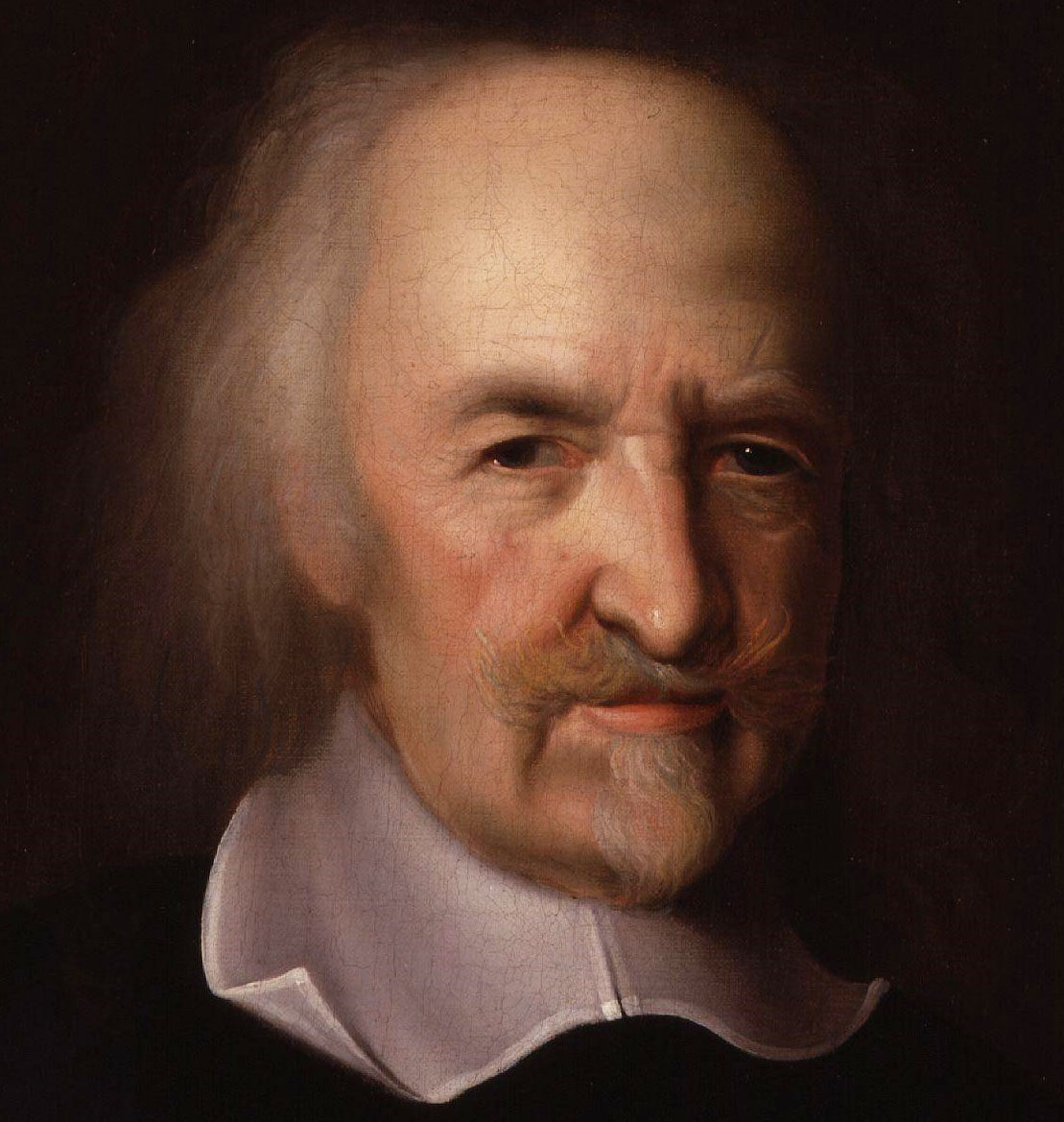
Hobbes

- Thomas Hobbes. Leviathan, 3:34. England, 1651. Reprint edited by C. B. Macpherson, page 431. Harmondsworth, England: Penguin Classics, 1982.
- Edward Taylor. "18. Meditation. Heb. 13.10. Wee Have an Altar." In Preliminary Meditations: First Series. Cambridge, Massachusetts: Early 18th century. In Harold Bloom. American Religious Poems, pages 21–22. New York: Library of America, 2006.
- Chaim ibn Attar. Ohr ha-Chaim. Venice, 1742. In Chayim ben Attar. Or Hachayim: Commentary on the Torah. Translated by Eliyahu Munk, volume 2, pages 894–909. Brooklyn: Lambda Publishers, 1999.
- Yitzchak Magriso. Me'am Lo'ez. Constantinople, 1746. In Yitzchak Magriso. The Torah Anthology: Me'am Lo'ez. Translated by Aryeh Kaplan, volume 10, pages 175–248. Jerusalem: Moznaim Publishing, 1991.
- Naḥman of Breslov. Teachings. Bratslav, Ukraine, before 1811. In Rebbe Nachman's Torah: Breslov Insights into the Weekly Torah Reading: Exodus-Leviticus. Compiled by Chaim Kramer; edited by Y. Hall, pages 282–91. Jerusalem: Breslov Research Institute, 2011.

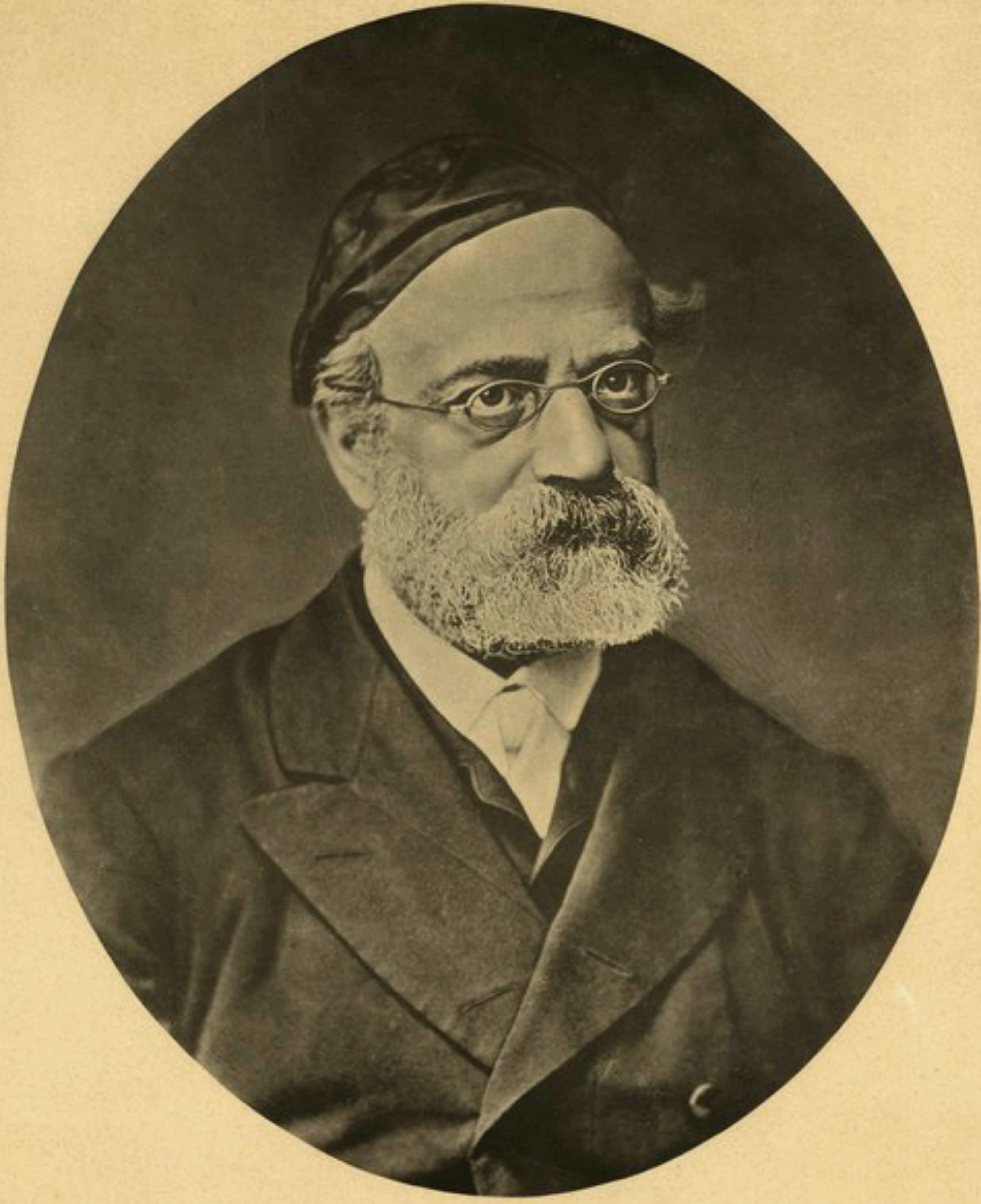
Hirsch

- Samson Raphael Hirsch. The Pentateuch: Exodus. Translated by Isaac Levy, volume 2, pages 664–94. Gateshead: Judaica Press, 2nd edition 1999. Originally published as Der Pentateuch uebersetzt und erklaert. Frankfurt, 1867–1878.

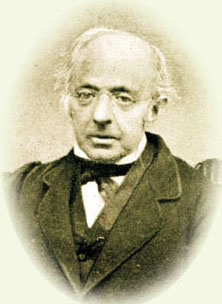
Luzzatto

- Samuel David Luzzatto (Shadal). Commentary on the Torah. Padua, 1871. In, e.g., Samuel David Luzzatto. Torah Commentary. Translated and annotated by Eliyahu Munk, volume 3, pages 894–95. New York: Lambda Publishers, 2012.
- Samson Raphael Hirsch. The Jewish Sabbath. Frankfurt, before 1889. Translated by Ben Josephussoro. 1911. Reprinted Lexington, Kentucky: CreateSpace Independent Publishing Platform, 2014.
- Yehudah Aryeh Leib Alter. Sefat Emet. Góra Kalwaria (Ger), Poland, before 1906. Excerpted in The Language of Truth: The Torah Commentary of Sefat Emet. Translated and interpreted by Arthur Green, pages 135–38. Philadelphia: Jewish Publication Society, 1998. Reprinted 2012.
- Alexander Alan Steinbach. Sabbath Queen: Fifty-four Bible Talks to the Young Based on Each Portion of the Pentateuch, pages 68–70. New York: Behrman's Jewish Book House, 1936.
- Benno Jacob. The Second Book of the Bible: Exodus. London, 1940. Translated by Walter Jacob, pages 1007–31. Hoboken, New Jersey: KTAV Publishing House, 1992.
- The Sabbath Anthology. Edited by Abraham E. Millgram. Philadelphia: The Jewish Publication Society, 1944; reprinted 2018. (Exodus 35:1–3).
- Morris Adler, Jacob B. Agus, and Theodore Friedman. “Responsum on the Sabbath.” Proceedings of the Rabbinical Assembly, volume 14 (1950), pages 112–88. New York: Rabbinical Assembly of America, 1951. In Proceedings of the Committee on Jewish Law and Standards of the Conservative Movement 1927–1970, volume 3 (Responsa), pages 1109–34. Jerusalem: The Rabbinical Assembly and The Institute of Applied Hallakhah, 1997.
- Umberto Cassuto. A Commentary on the Book of Exodus. Jerusalem, 1951. Translated by Israel Abrahams, pages 452–68. Jerusalem: The Magnes Press, The Hebrew University, 1967.

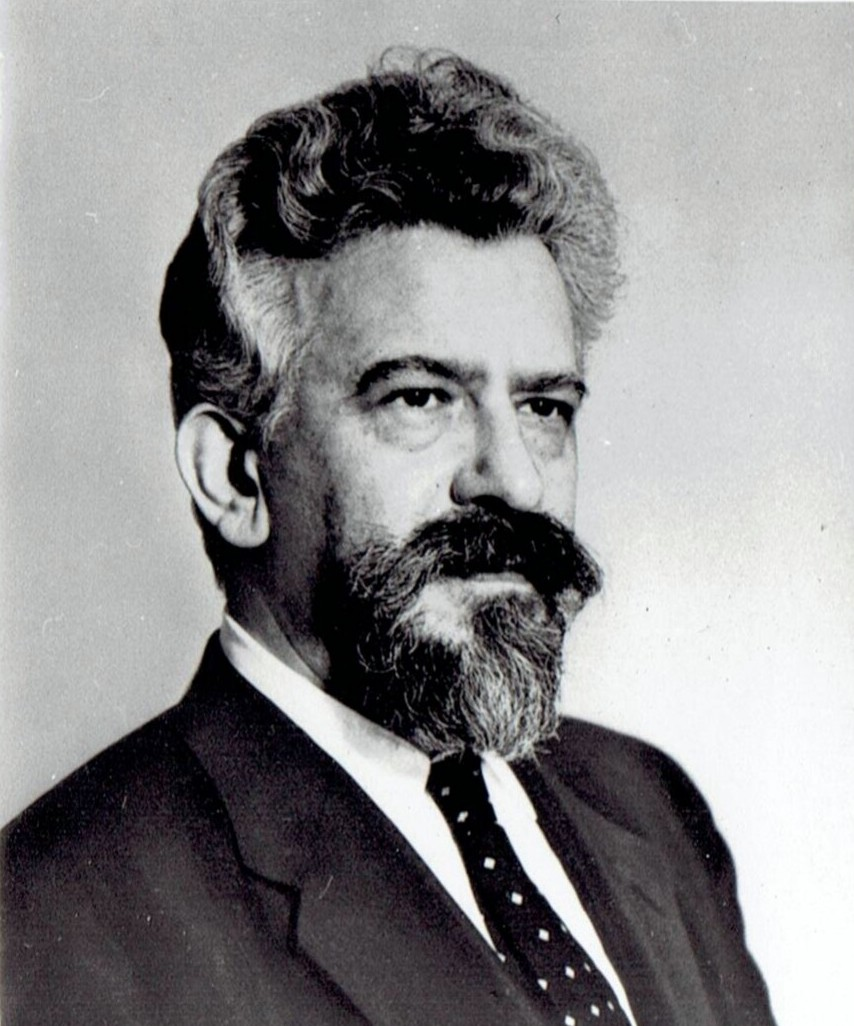
Heschel

- Abraham Joshua Heschel. The Sabbath. New York: Farrar, Straus and Giroux, 1951. Reprinted 2005.
- Morris Adler. The World of the Talmud, pages 28–29. B'nai B'rith Hillel Foundations, 1958. Reprinted Kessinger Publishing, 2007.
- Gerhard von Rad. "The Tent and the Ark." In The Problem of the Hexateuch and Other Essays, pages 103–24. New York: McGraw-Hill Book Company, 1966. LCCN 66-11432.
- Elie Munk. The Call of the Torah: An Anthology of Interpretation and Commentary on the Five Books of Moses. Translated by E.S. Mazer, volume 2, pages 505–29. Brooklyn: Mesorah Publications, 1995. Originally published as La Voix de la Thora. Paris: Fondation Samuel et Odette Levy, 1981.
- Victor (Avigdor) Hurowitz. "The Priestly Account of Building the Tabernacle." Journal of the American Oriental Society, volume 105 (number 1) (January–March 1985): pages 21–30.
- Pinchas H. Peli. Torah Today: A Renewed Encounter with Scripture, pages 95–98. Washington, D.C.: B'nai B'rith Books, 1987.
- Craig R. Koester. Dwelling of God: The Tabernacle in the Old Testament, Intertestamental Jewish Literature, and the New Testament. Washington: Catholic Biblical Association of America, 1989.
- Harvey J. Fields. A Torah Commentary for Our Times: Volume II: Exodus and Leviticus, pages 86–94. New York: UAHC Press, 1991.
- Nahum M. Sarna. The JPS Torah Commentary: Exodus: The Traditional Hebrew Text with the New JPS Translation, pages 222–31. Philadelphia: Jewish Publication Society, 1991.
- Neḥama Leibowitz. New Studies in Shemot (Exodus), volume 2, pages 644–88. Jerusalem: Haomanim Press, 1993. Reprinted as New Studies in the Weekly Parasha. Lambda Publishers, 2010.
- Walter Brueggemann. "The Book of Exodus." In The New Interpreter's Bible. Edited by Leander E. Keck, volume 1, pages 957–74. Nashville: Abingdon Press, 1994.
- Judith S. Antonelli. "Women's Wisdom." In In the Image of God: A Feminist Commentary on the Torah, pages 221–30. Northvale, New Jersey: Jason Aronson, 1995.
- Ellen Frankel. The Five Books of Miriam: A Woman’s Commentary on the Torah, pages 142–45. New York: G. P. Putnam's Sons, 1996.
- W. Gunther Plaut. The Haftarah Commentary, pages 217–21. New York: UAHC Press, 1996.
- Robert Goodman. "Shabbat." In Teaching Jewish Holidays: History, Values, and Activities, pages 1–19. Denver: A.R.E. Publishing, 1997.
- Sorel Goldberg Loeb and Barbara Binder Kadden. Teaching Torah: A Treasury of Insights and Activities, pages 148–54. Denver: A.R.E. Publishing, 1997.
- Exodus to Deuteronomy: A Feminist Companion to the Bible (Second Series). Edited by Athalya Brenner, pages 34, 38–39. Sheffield: Sheffield Academic Press, 2000.
- Edward L. Greenstein. “Recovering ‘The Women Who Served at the Entrance.’” In Gershon Galil and Moshe Weinfeld, editors. Studies in Historical Geography and Biblical Historiography: Presented to Zecharia Kallai, pages 165–73. Leiden: Brill, 2000.

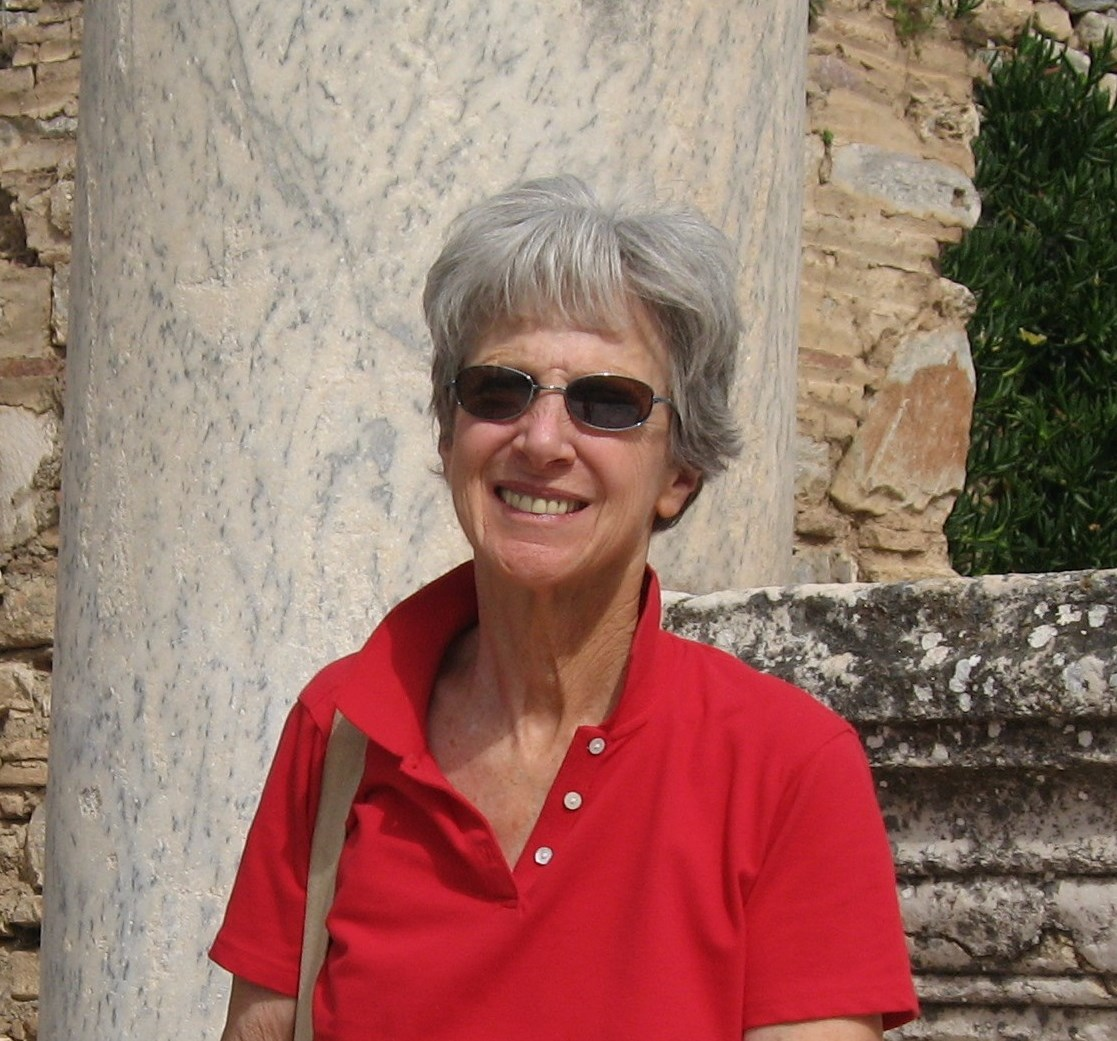
Meyers

- Carol Meyers. “Women at the Entrance to the Tent of Meeting.” In Women in Scripture: A Dictionary of Named and Unnamed Women in the Hebrew Bible, the Apocryphal/Deuterocanonical Books and New Testament. Boston: Houghton Mifflin, 2000.
- Nancy H. Wiener. "Of Women and Mirrors." In The Women's Torah Commentary: New Insights from Women Rabbis on the 54 Weekly Torah Portions. Edited by Elyse Goldstein, pages 172–78. Woodstock, Vermont: Jewish Lights Publishing, 2000.
- Martin R. Hauge. The Descent from the Mountain: Narrative Patterns in Exodus 19–40. Sheffield: Journal for the Study of the Old Testament Press, 2001.
- Avivah Gottlieb Zornberg. The Particulars of Rapture: Reflections on Exodus, pages 461–98. New York: Doubleday, 2001.
- Lainie Blum Cogan and Judy Weiss. Teaching Haftarah: Background, Insights, and Strategies, pages 138–51. Denver: A.R.E. Publishing, 2002.
- Michael Fishbane. The JPS Bible Commentary: Haftarot, pages 135–46. Philadelphia: Jewish Publication Society, 2002.
- Alan Lew. This Is Real and You Are Completely Unprepared: The Days of Awe as a Journey of Transformation, pages 53–55. Boston: Little, Brown and Co., 2003.
- Martha Lynn Wade. Consistency of Translation Techniques in the Tabernacle Accounts of Exodus in the Old Greek. Society of Biblical Literature, 2003.
- Robert Alter. The Five Books of Moses: A Translation with Commentary, pages 514–25. New York: W.W. Norton & Co., 2004.
- Jeffrey H. Tigay. "Exodus." In The Jewish Study Bible. Edited by Adele Berlin and Marc Zvi Brettler, pages 191–97. New York: Oxford University Press, 2004.
- Professors on the Parashah: Studies on the Weekly Torah Reading Edited by Leib Moscovitz, pages 150–54. Jerusalem: Urim Publications, 2005.
- W. Gunther Plaut. The Torah: A Modern Commentary: Revised Edition. Revised edition edited by David E.S. Stern, pages 611–26. New York: Union for Reform Judaism, 2006.
- William H.C. Propp. Exodus 19–40, volume 2A, pages 624–722. New York: Anchor Bible, 2006.

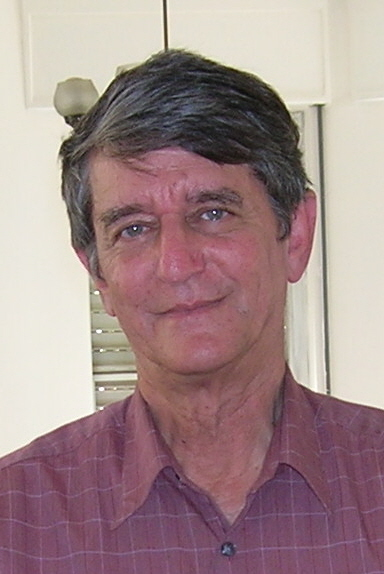
kugel

- Suzanne A. Brody. "Successful Campaign." In Dancing in the White Spaces: The Yearly Torah Cycle and More Poems, page 84. Shelbyville, Kentucky: Wasteland Press, 2007.
- James L. Kugel. How To Read the Bible: A Guide to Scripture, Then and Now, pages 289, 291, 486. New York: Free Press, 2007.
- Kenton L. Sparks. “‘Enūma Elish’ and Priestly Mimesis: Elite Emulation in Nascent Judaism.” Journal of Biblical Literature, volume 126 (2007): 637–42. (“Priestly Mimesis in the Tabernacle Narrative (Exodus 25–40)”).
- Shmuel Goldin. Unlocking the Torah Text: An In-Depth Journey into the Weekly Parsha: Shmot, pages 299–326. Jerusalem: Gefen Publishing House, 2008.
- The Torah: A Women's Commentary. Edited by Tamara Cohn Eskenazi and Andrea L. Weiss, pages 521–44. New York: URJ Press, 2008.
- Thomas B. Dozeman. Commentary on Exodus, pages 756–59. Grand Rapids, Michigan: William B. Eerdmans Publishing Company, 2009.
- Jill Hammer. "Listening to Heart-Wisdom: Parashat Vayakhel (Exodus 35:1–38:20)." In Torah Queeries: Weekly Commentaries on the Hebrew Bible. Edited by Gregg Drinkwater, Joshua Lesser, and David Shneer; foreword by Judith Plaskow, pages 113–16. New York: New York University Press, 2009.
- Reuven Hammer. Entering Torah: Prefaces to the Weekly Torah Portion, pages 131–34. New York: Gefen Publishing House, 2009.
- Rebecca G.S. Idestrom. "Echoes of the Book of Exodus in Ezekiel." Journal for the Study of the Old Testament, volume 33 (number 4) (June 2009): pages 489–510. (Motifs from Exodus found in Ezekiel, including the call narrative, divine encounters, captivity, signs, plagues, judgment, redemption, tabernacle/temple, are considered.).
- John H. Walton. "The Seven Days of Genesis 1 Relate to the Cosmic Temple Inauguration." In The Lost World of Genesis One: Ancient Cosmology and the Origins Debate, pages 87–92. Downers Grove, Illinois: IVP Academic, 2009.
- Bruce Wells. "Exodus." In Zondervan Illustrated Bible Backgrounds Commentary. Edited by John H. Walton, volume 1, pages 264–65. Grand Rapids, Michigan: Zondervan, 2009.

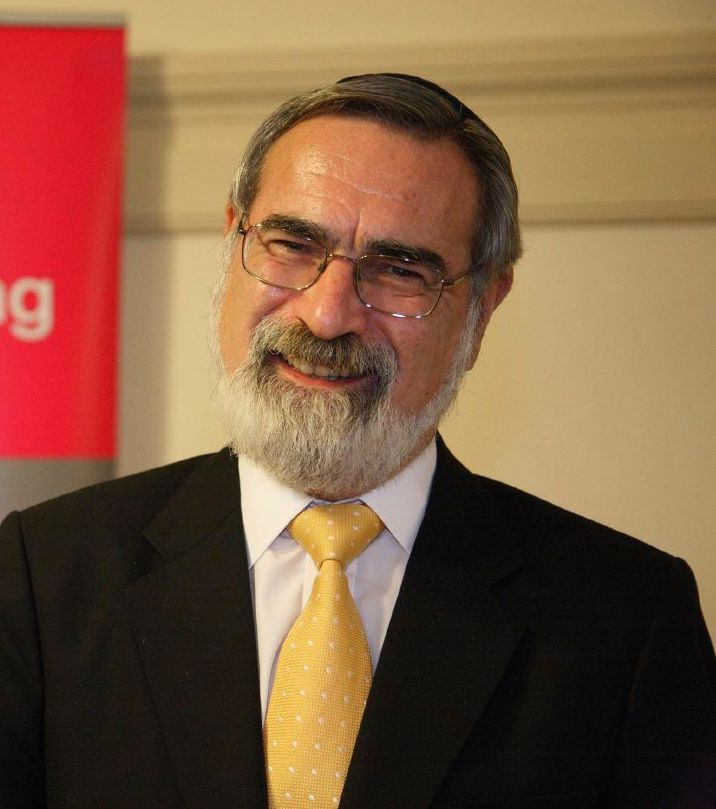
Sacks

- Jonathan Sacks. Covenant & Conversation: A Weekly Reading of the Jewish Bible: Exodus: The Book of Redemption, pages 277–301. Jerusalem: Maggid Books, 2010.
- Joe Lieberman and David Klinghoffer. The Gift of Rest: Rediscovering the Beauty of the Sabbath. New York: Howard Books, 2011.
- James W. Watts. "Aaron and the Golden Calf in the Rhetoric of the Pentateuch." Journal of Biblical Literature, volume 130 (number 3) (fall 2011): pages 417–30.
- William G. Dever. The Lives of Ordinary People in Ancient Israel: When Archaeology and the Bible Intersect, page 245. Grand Rapids, Michigan: William B. Eerdmans Publishing Company, 2012.

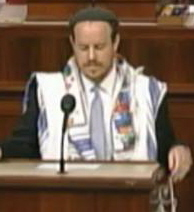
Herzfeld

- Shmuel Herzfeld. "Inspirational Snapshots from Eretz Yisrael." In Fifty-Four Pick Up: Fifteen-Minute Inspirational Torah Lessons, pages 128–34. Jerusalem: Gefen Publishing House, 2012.
- Daniel S. Nevins. "The Use of Electrical and Electronic Devices on Shabbat." New York: Rabbinical Assembly, 2012.
- Torah MiEtzion: New Readings in Tanach: Shemot. Edited by Ezra Bick and Yaakov Beasley, pages 480–530. Jerusalem: Maggid Books, 2012.
- Michael B. Hundley. Gods in Dwellings: Temples and Divine Presence in the Ancient Near East. Atlanta: Society of Biblical Literature, 2013.
- Amiel Ungar. "Tel Aviv and the Sabbath." The Jerusalem Report, volume 24 (number 8) (July 29, 2013): page 37.
- Amanda Terkel. "Glenn Grothman, Wisconsin GOP Senator, Fights for a Seven-Day Workweek." The Huffington Post. (January 3, 2014, updated January 23, 2014). (A Congressional candidate said, "Right now in Wisconsin, you're not supposed to work seven days in a row, which is a little ridiculous because all sorts of people want to work seven days a week.").
- Jonathan Sacks. Lessons in Leadership: A Weekly Reading of the Jewish Bible, pages 111–14. New Milford, Connecticut: Maggid Books, 2015.
- Raanan Eichler. "The Poles of the Ark: On the Ins and Outs of a Textual Contradiction." Journal of Biblical Literature, volume 135, number 4 (Winter 2016): pages 733–4.
- Jonathan Sacks. Essays on Ethics: A Weekly Reading of the Jewish Bible, pages 137–43. New Milford, Connecticut: Maggid Books, 2016.

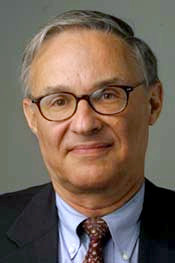
Kass

- Shai Held. The Heart of Torah, Volume 1: Essays on the Weekly Torah Portion: Genesis and Exodus, pages 213–20. Philadelphia: Jewish Publication Society, 2017.
- Steven Levy and Sarah Levy. The JPS Rashi Discussion Torah Commentary, pages 68–70. Philadelphia: Jewish Publication Society, 2017.
- Leon R. Kass. Founding God's Nation: Reading Exodus, pages 574–98. New Haven: Yale University Press, 2021.
- Abigail Pogrebin and Dov Linzer. It Takes Two to Torah: An Orthodox Rabbi and Reform Journalist Discuss and Debate Their Way Through the Five Books of Moses, pages 131–36. Bedford, New York: Fig Tree Books, 2024.

### Textos
- Masoretic text and 1917 JPS translation
- Hear the parashah read in Hebrew

### Comentarios
- Academy for Jewish Religion, California
- Aish.com
- American Jewish University - Ziegler School of Rabbinic Studies (enlace roto disponible en Internet Archive; véase el historial, la primera versión y la última).
- Chabad.org
- Hadar
- Jewish Theological Seminary
- MyJewishLearning.com
- Orthodox Union
- Pardes from Jerusalem
- Reconstructing Judaism
- Sephardic Institute
- Union for Reform Judaism
- United Synagogue of Conservative Judaism
- Yeshiva University